# Zsidó Világkongresszus
A Zsidó Világkongresszus (angolul World Jewish Congress, WJC) egy zsidó közösségeket és szervezeteket tömörítő nemzetközi szervezet, melyet 1936-ban Genfben alapítottak, s amelynek központja New Yorkban (Amerikai Egyesült Államok) található. Alapító okirata szerint a Zsidó Világkongresszus fő célja, hogy „a zsidó nép diplomáciai karjaként lépjen fel”. A WJC-tagság minden zsidó csoport és közösség számára nyitva áll, függetlenül attól, hogy az adott szervezet országában milyen szociális, politikai és gazdaság ideológia érvényesül. A szervezet emellett nemzetközi irodákat működtet Brüsszelben, Jeruzsálemben, Párizsban, Moszkvában, Buenos Airesben és Genfben.

## A szervezet és kapcsolódó testületei
A WJC öt regionális részlegből tevődik össze: a WJC Észak-Amerikából, a Latin-Amerikai Zsidó Kongresszusból, az Európai Zsidó Kongresszusból, az Euro-ázsiai Zsidó Kongresszusból és a WJC Izraelből. Ezeken túl közel száz ország zsidó közösségei kapcsolódnak különböző módokon a Zsidó Világkongresszushoz, beleértve például a Magyarországi Zsidó Hitközségek Szövetségét (MAZSIHISZ).
A WJC legmagasabb szintű döntéshozó testülete a Plenáris Közgyűlés, mely négyévente ülésezik és választja meg a szervezet vezetését (végrehajtó bizottság). A plenáris ülések közgyűlések között, a WJC kormányzó testülete általában évente egyszer gyűlik össze. Zsidó partnerszervezetiek delegáltakat küldenek a WJC két testületébe, a képviselt zsidó közösség méretétől függő számban.

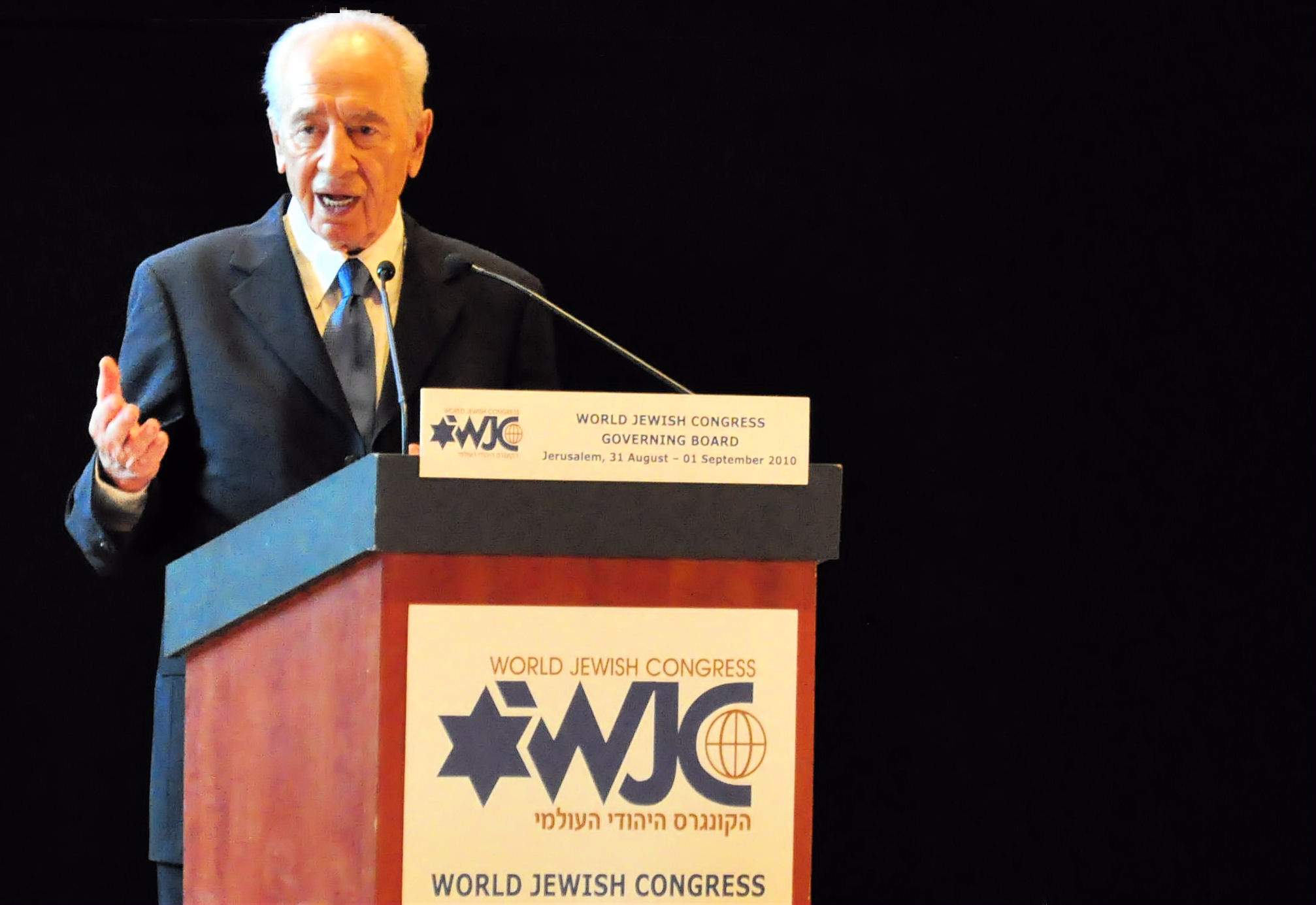
Izrael elnöke, Simón Peresz a WJC kormányzó testületének találkozóján szólal fel Jeruzsálemben, 2010 augusztusában

A Plenáris Közgyűlés 2009 januári találkozóján, melyet Jeruzsálemben tartottak, több mint 400 delegált vett részt 62 országból. A közgyűlés a szervezet új alapszabályát is elfogadta, mely az WJC 1975. óta hatályos alkotmányát váltotta fel.
A WJC jelenlegi politikai célkitűzései közt szerepel Izrael támogatása, küzdelem az antiszemitizmus és az „Irán jelentette fenyegetéssel” szemben, a holokauszt örökségének ápolása, különös tekintettel az ingatlanok visszaszolgáltatására, jóvátételre és kártérítésre a holokauszttúlélőknek. Ezek mellett a holokauszt emlékének megőrzése. A WJC egyik kiemelt programja az arab területről érkező zsidó menekültek helyzetének segítése. A WJC a fentiek mellett a vallások közti dialógust is támogatja keresztény és a muszlim csoportok valamint zsidó vallási közösségek közt.

## A Zsidó Világkongresszus jelenlegi vezetése
A Plenáris Közgyűlés 13. találkozóján 2009 januárjában Ronald S. Laudert aki korábban, mint a szervezet megbízott elnöke tevékenykedett, a szervezet egyhangúlag és formálisan is a WJC elnökévé választotta.

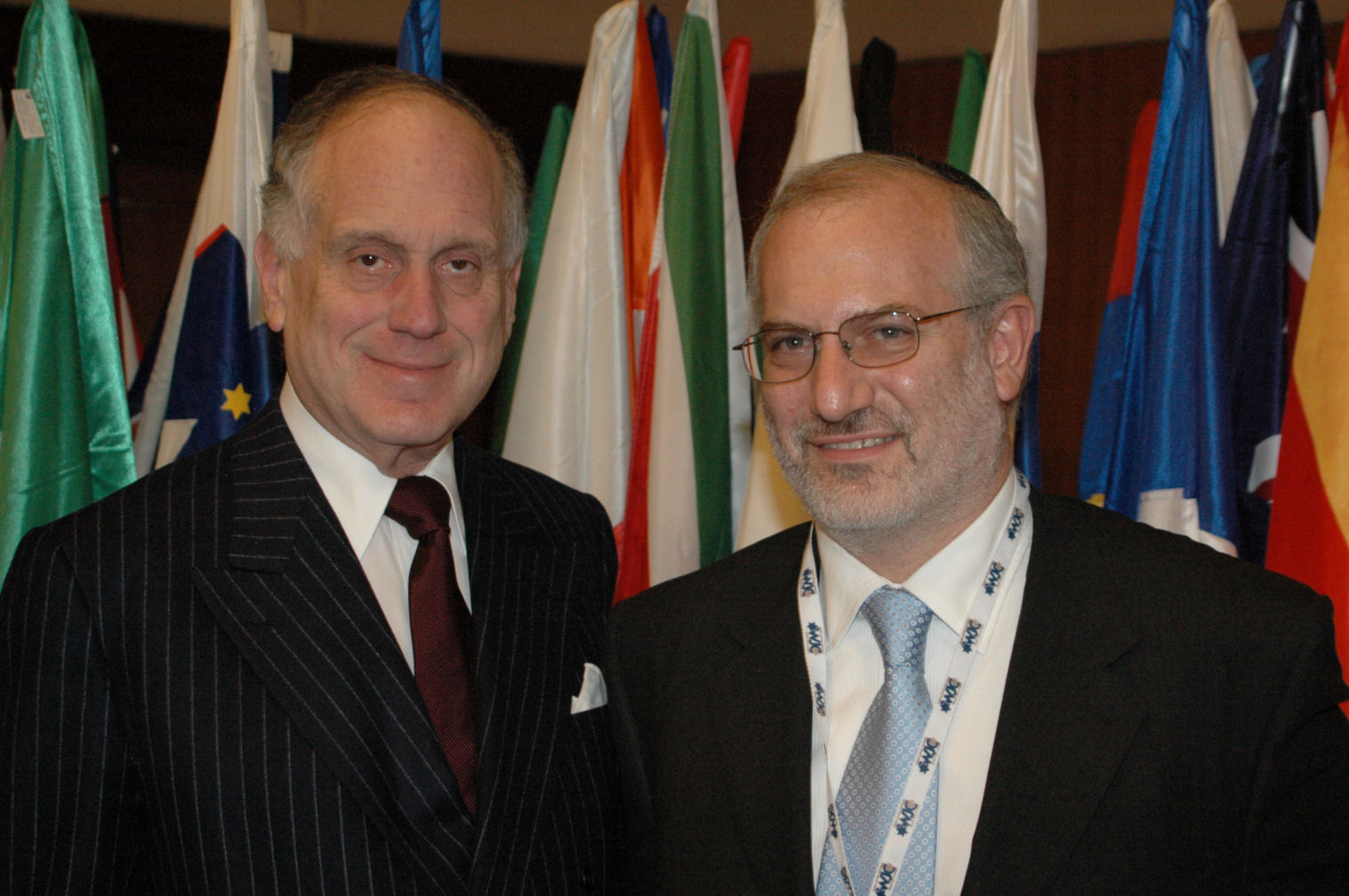
A WJC elnöke Ronald S. Lauder (baloldalt) és Eduardo Elsztain, a WCJ kormányzó testületének vezetője 2009 januárjában

 Eduardo Elsztain argentin üzletembert választotta meg a WJC kormányzó testületének vezetőjévé a szervezet.
Az olasz Jacob Benatoff került a WJC kincstárnoki posztjára, Elsztain helyébe lépve. A Plenáris Közgyűlés 400 delegáltja a következőket választotta meg a Zsidó Világszövetség alelnökeinek: Yaakov Bleich (Ukrajna), Helena Glaser (Izrael), Robert Goot (Ausztrália), Flo Kaufmann (Nagy-Britannia), Charlotte Knobloch (Németország), Tomas Kraus (Csehország), Tamar Shchory (Izrael), Marc Schneier (Amerikai Egyesült Államok) és Mervyn Smith (Dél-Afrika).
További WJC alelnöki tisztségekre választották meg a szervezet regionális képviselői az alábbiakat: Roger Cukierman, (Európai Zsidó Kongresszus), Moshe Ronen, Kanada (Észak-Amerikai Zsidó Kongresszus), Eduard Shifrin, Oroszország (Euro-ázsiai Zsidó Kongresszus) és Sara Winkowski, Uruguay (Latin-Amerikai Zsidó Kongresszus).
Hivatalból a WJC vezető testületének tagjai az öt regionális szervezetének fejei, jelenleg Vadim Shulman Ukrajnából (Euro-ázsiai Zsidó Kongresszus), Viatcheslav Moshe Kantor Oroszországból (Európai Zsidó Kongresszus), Evelyn Sommer az Egyesült Államokból (WJC Észak-Amerika), Jack Terpins Brazíliából (Latin-Amerikai Zsidó Kongresszus) és Shai Hermesh Izraelből (WJC Izrael).
További WJC kormányzó testületi tagok jelenleg Menachem Z. Rosensaft általános tanácsadóként (Amerikai Egyesült Államok), Lior Herman (Izrael), Amichai Magen (Izrael); Mark Shabad (Oroszország); és a WJC volt főtitkára Michael Schneider (Amerikai Egyesült Államok).
Egy kisebb kormányzó testület viszi a Zsidó Világkongresszus napi ügyeit. Utóbbi az elnökből, a WJC kormányzó testületének elnökéből, a kincstárnokból és az öt regionális szervezet vezetőiből tevődik össze.
2011 júniusában a New York-i születésű külpolitikai elemzőt, Dan Dikert választották meg a Zsidó Világkongresszus új főtitkárának.

## A szervezet története
A Zsidó Világkongresszust Genfben, Svájcban alapították 1936. augusztusában a nácizmus terjedésére és az európai antiszemitizmus erősödő hullámára reagálva. Alapítása óta állandó testületként működik világszerte irodákat tartva fent. A szervezet fő céljai a „zsidó emberek és a demokratikus erők mobilizálása a nácik támadásával szemben”, a “küzdelem az egyenlő politikai és gazdasági jogokért világszerte, különös tekintettel a közép-kelet európai zsidó kisebbségekre” és hogy támogassa a „zsidó nemzeti haza létrehozását Palesztinában”. Végül, hogy „világszerte egységes, demokratikusan szerveződő és a közös ügyekért kiálló képviselete legyen az egységes zsidó népnek”.

### Előfutár szervezetek (1917-1936)
A WJC előfutárai közt tartják számon az Amerikai Zsidó Kongresszust és a Comité des Délégations Juives-t. Az első ösztönzést a WJC létrehozásához az Amerikai Zsidó Kongresszus adta. 1917 decemberében elfogadott határozatukban a „Zsidó Világkongresszus összehívására” szólítottak, „mihelyt békét hirdetnek a harcban álló európai nemzetek”.
Az első előkészítő Zsidó Világkongresszust 1932 augusztusában rendezték meg Genfben. Az előkészítő bizottságot Nahum Goldmann vezette, aki az egyik vezető tanácsadója volt egy nemzetközi zsidó érdekképviselet létrehozásának.
Goldmann a Zsidó Világkongresszus célját a következőképpen határozta meg:
A zsidó nép állandó címének létrehozása; a zsidók és zsidó közösségek töredezett és atomizált életének közepette valódi, legitim közös képviseletük megalkotása, mely a 16 milliós zsidóság nevében szól egységes hangon a világ kormányaihoz, s magukhoz a zsidókhoz.
A konferencián jóváhagyták egy új New York-i központú, európai irodákkal (Berlin) is rendelkező szervezet felállítását.
A szervezet kiáltványában a delegáltak egyesülésre szólították a zsidókat, mely az egyetlen hatékony módja a veszély elhárításának. A zsidók, szól a deklaráció, a saját erejükre kell, hogy támaszkodjanak a felvilágosodott világ azon részének segítségével, melyet nem nem fertőzött meg az antiszemitizmus mérge. A szöveg hozzáteszi: „A Zsidó Világkongresszusnak nem célja bármely meglévő szervezet gyengítése, épp ellenkezőleg azok támogatása és serkentése.”
Az új szervezet „a zsidó nép, mint nemzeti entitás koncepciójára épül és a zsidók életét érintő problémák segítésére felruházott szervezetként működik majd”.

### Alapítás
Két további 1933-ban és 1934-ben tartott előkészítő konferencia után az első Plenáris Közgyűlést 1936. augusztusban Genfben rendezték meg, melyen létrehozták a Zsidó Világkongresszust, mint állandó demokratikus szervezetet. A delegáltak kiválasztását demokratikus elvek szerint, titkos, közvetlen és a proporcionalitás elven alapuló választásokon választották meg.
A Zsidó Világkongresszus megjelölt célja a zsidó egység és zsidók politikai befolyásának erősítése azért, hogy biztosítsa a zsidó nép túlélését, mely magával hozta a zsidó állam megalkotását is.
32 országból 230 delegált gyűlt össze a WJC első közgyűlésen Stephen S. Wise rabbit választották meg a WJC kormányzó testületének vezetőjévé, akit később a Kongresszus elnökévé is megtettek. Nahum Goldmann-t az adminisztratív bizottság elnökévé választották.
Az új kormányzó testület azonnal el is fogadott egy deklarációt arra kérve a briteket, hogy ne akadályozzák a Palesztinába való bevándorlást, melyet azonnal át is adtak brit diplomatáknak a svájci Bernben.

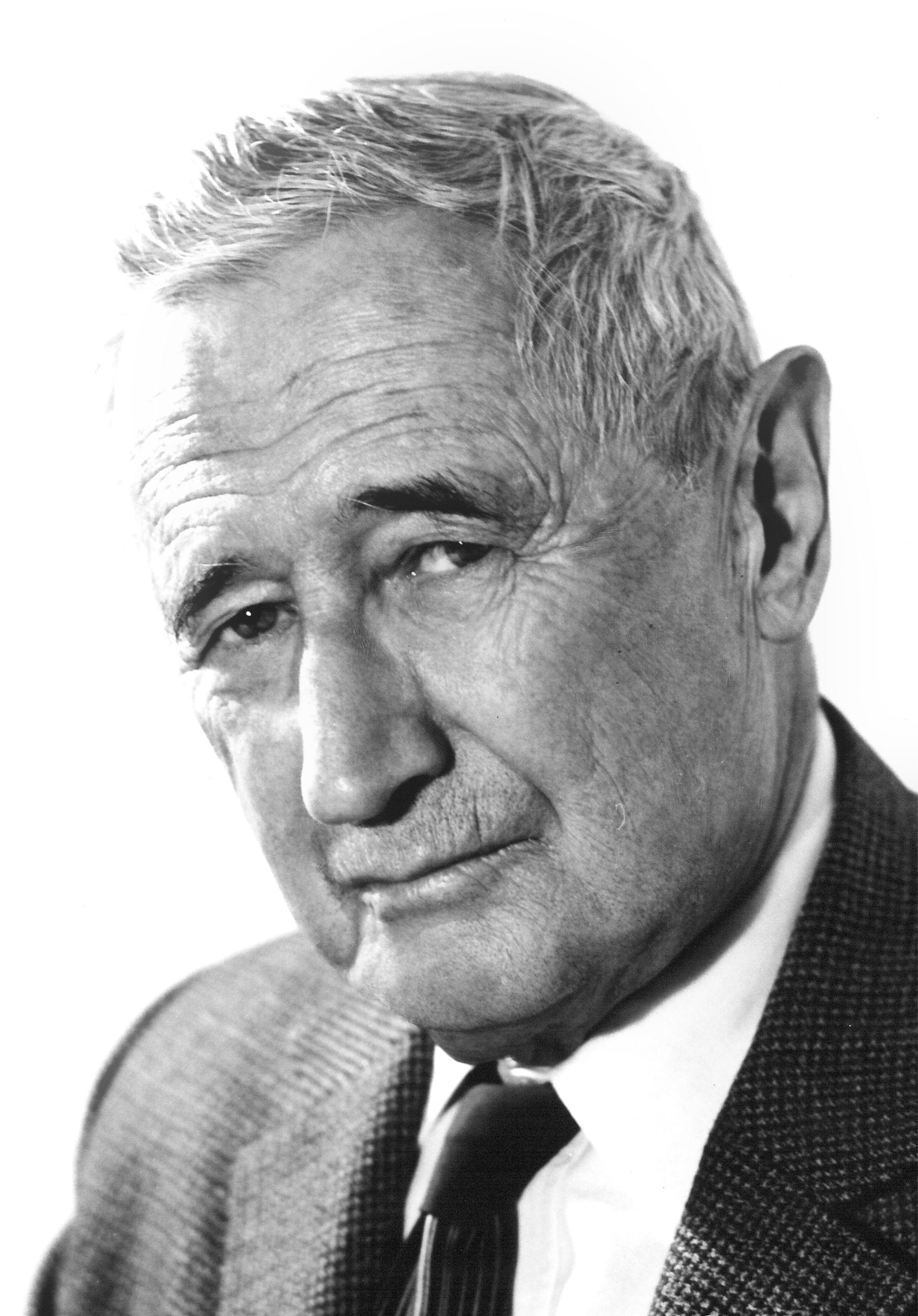
Nahum Goldmann, a Zsidó Világkongresszus társalapítója és elnöke 1949 és 1977 között

 A WJC Párizst választotta központjának és irodát nyitott a Nemzetek Ligájánál Genfben, melyet először a svájci nemzetközi jogász és a WJC jogi tanácsadója Paul Guggenheim Később ezt a posztot Gerhart Riegner vette át, aki Guggenheim titkára volt korábban.
A fokozódó antiszemitizmus ellen Európában, a WJC kettős megközelítést alkalmazott: politikai és jogi szinten (főként a Nemzetek Ligájánál lobbizott és közleményeket adott ki) egyrészt, másrészt megpróbálta bojkottálni a náci Németország és szövetségesei termékeit. A Nemzetek Ligája gyenge befolyása Németországgal szemben és a náci rezsim sikeres törekvései a gazdasági bojkottal szemben azonban mindkét megközelítést nagyrészt hatástalanította.
Az 1938. novemberi úgynevezett Kristallnacht (kristályéjszaka), vagyis a németországi zsidókkal szembeni pogromok után melyek során legalább 91 zsidót megöltek és számos zsinagógát és zsidó boltot elpusztítottak, a WJC a következő közleményt adta ki: “Noha a Kongresszus sajnálatát fejezi ki a német követség egyik hivatalnoka ellen egy fiatal lengyel zsidó által elkövetett végzetes fegyveres merénylet miatt, kötelessége, hogy határozottan tiltakozzon a német sajtóban a Judaizmus ellen elkövetett erőszakos támadásokkal szemben. S különösképpen tiltakozzon a német zsidókon a gyilkosság után elkövetett megtorlások miatt."
A második világháború kitörésével 1939 szeptemberében a WJC központja Párizsból Genfbe költözött át, hogy segítse az európai zsidó közösségek közti kommunikációt. 1940 nyarán amikorra Európa nagy része náci megszállás alá került a WJC központját New Yorkba költöztették tovább ahol az Amerikai Zsidó Kongresszussal megosztott irodában működtek. Emellett egy speciális WJC irodát is létrehoztak Londonban. A WJC brit részlegét a szervezet európai részlegének képviseletének feladatával ruházták fel.
A WJC európai irodáiban dolgozó alkalmazottainak egy része a központ áttelepítése okán az Egyesült Államokba emigrált. A New York-i iroda fő részlegei az 1940-es években a következőek voltak: politikai részleg, zsidó kapcsolatok (kutatás és jogi munka), segítségnyújtás és mentés, kulturális és oktatás részleg és a szervezeti részleg. 1940-ben a WJC további képviseleti irodát nyitott Buenos Airesben, Argentínában.

### A WJC törekvései a holokauszt alatt és után
A WJC kezdeti céljai közt szerepelt a zsidó kisebbségek jogainak védelme, az európai antiszemitizmus elleni harc részeként és a nácik által üldözött zsidók kimentésének segítése. A WJC emellett a zsidó menekültek és a háború áldozatainak biztonságát is igyekezett segíteni. 1939-ben a Zsidó Világkongresszus segélyalapot hozott létre a zsidó háborús menekülteknek (RELICO) és a Nemzetközi Vöröskereszt-tel együttműködésben igyekezett a nácik által megszállt országokban védeni a zsidókat.

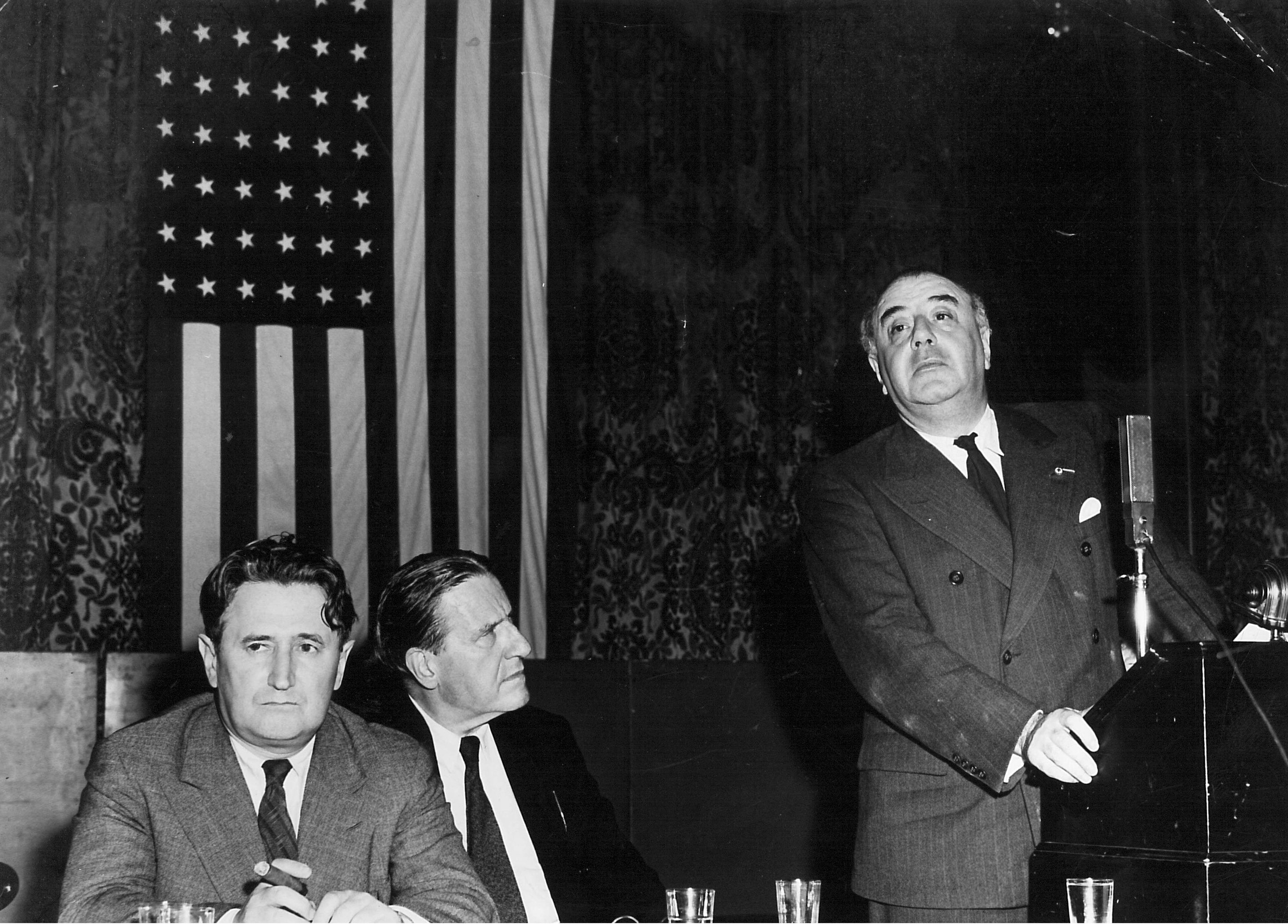
Balról jobbra: Nahum Goldmann, Stephen Wise és a francia jogász Henry Torrès (felszólalás közben) a Zsidó Világkongresszus konferenciáján 1942. június 7-én New Yorkban.

Az WJC pártfogása mellett, 18 bizottságot hoztak létre az Egyesült Államokban az Európából a nácik karhatalom alatt elüldözött zsidó közösségek képviselőiből. A bizottságokat az emigráns kormányok mintájára alkották meg, és azzal a feladattal lettek felruházva, hogy morális és anyagi támogatást biztosítsanak a “képviselt” országaikban és segítsenek előkészíteni egy programot a zsidók háború utáni követeléseihez. A bizottságok minden tagja együttesen képezte az Európai Zsidó Kapcsolatok Tanácsadó Testületét, melynek felállításáról 1942 Júniusában New Yorkban határoztak egy konferencián.
A WJC a szövetséges kormányoknál és az amerikai zsidó szervezeteknél azért is lobbizott a zsidó menekültek nevében, hogy töröljék el a nácik elől menekülő zsidókra vonatkozó bevándorlási korlátokat. 1940-ben Charles de Gaulle tábornok, a francia emigráns kormány vezetője ígéretet tett a WJC-nek, hogy minden a Vichy rezsim által a zsidókkal szemben hozott döntést visszavonják Franciaország felszabadulása után.
1941 végén és 1942 elején nyugati diplomaták és újságírók szórványos információkhoz jutottak sok ezer zsidót érintő náci tömegmészárlásokról a németek által elfoglalt Lengyelország és Oroszország területén. Igaz a híreket nehéz volt megerősíteni.

#### A Riegner távirat
1942. augusztus 11-én, a WJC genfi képviselője, Gerhart Riegner táviratot küldött az USA genfi helyettes-konzuljának, melyben a szövetséges hatalmakat először tájékoztatta a nácik által a “zsidókérdés végső megoldásának” nevezett tervről, vagyis a náci Németország területén élő összes zsidó elpusztításáról.
Riegner az értesülését a német iparos Eduard Schultétől szerezte.
A távirat a következőképpen szólt:
“Aggasztó hírekről értesültem egy a Führer és vezérkara által egyeztetett tervről. Eszerint egyszerre irtanák ki az összes német befolyás alatt lévő országban lévő három és fél – négy milliónyi zsidót miután deportálták, keletre gyűjtötték össze őket ezzel egyszer s mindenkorra megoldanák a zsidókérdést stop az őszre tervezett kampány részként a hidrogén-cianid bevezetéséről is egyeztetnek stop”

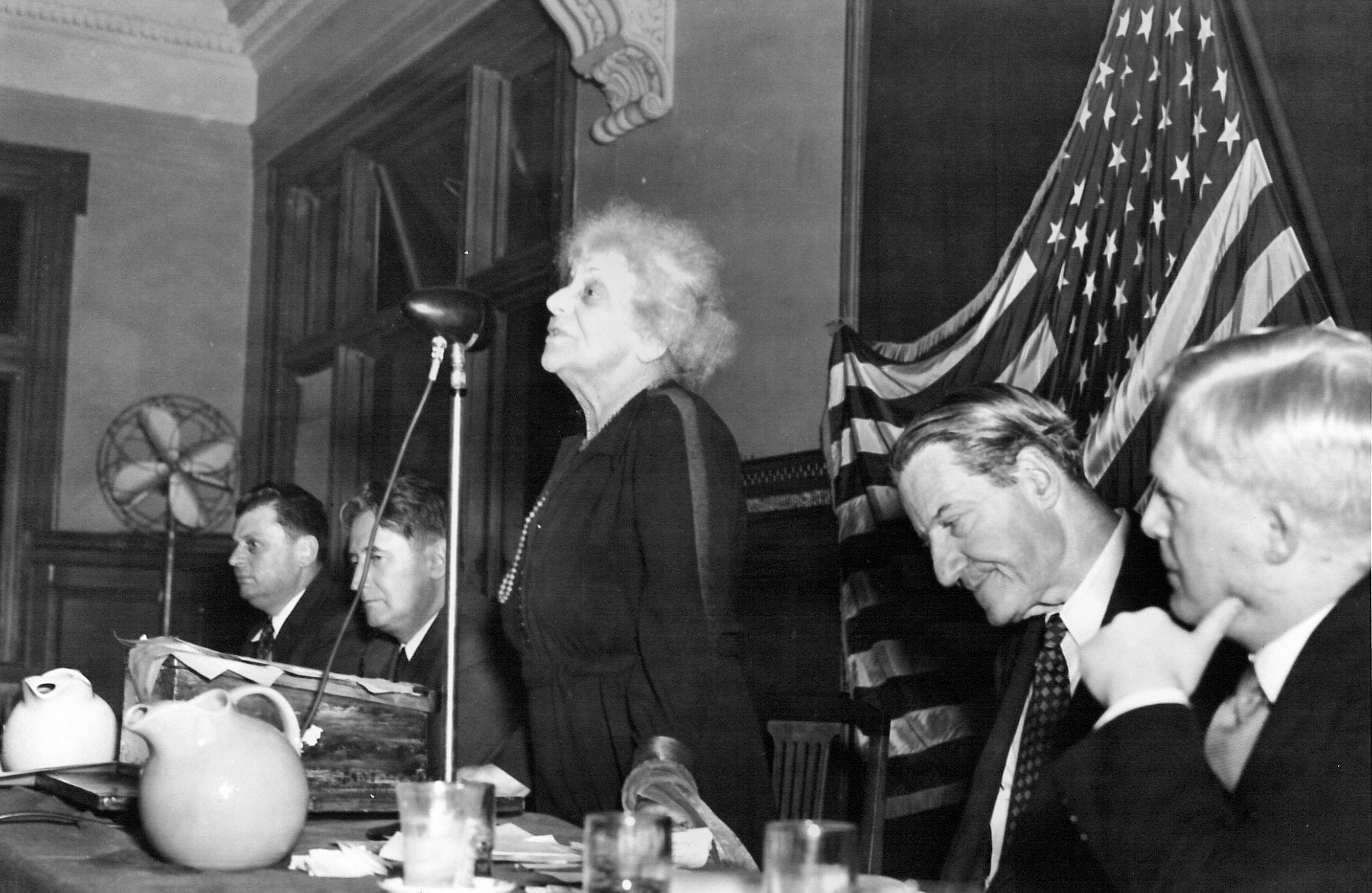
Louise Waterman Wise, zsidó aktivista és a WJC elnök Stephen S. Wise felesége, a Zsidó Világkongresszus háborús válságkonferenciáján beszél 1944 novemberében Atlantic Cityben

Mindössze hetekkel korábban kapta meg Riegner riasztó üzenetét 1942. augusztus 28-án 1942a WJC elnöke Stephen S. Wise
A Riegner távirat-ot kétkedéssel fogadták a tömeggyilkosságokra vonatkozó korábban létező bizonyítékok ellenére. Az Egyesült Államok belügyminisztériuma “a zsidó szorongások táplálta vad pletykának” minősítette, míg a Brit Külügyminisztérium visszautasította a távirat továbbküldését amíg ki nem vizsgálták a benne szereplő állításokat. Végül csak 1942. november 25-én engedélyezték a WJC-nej, hogy továbbítsa az üzenetet a világ többi része felé.
1942. július 28-án húszezer ember vett részt a WJC szervezte „Állítsuk meg Hitlert most” demonstrációján a New York-i Madison Square Gardenben. Kilenc hónappal később, 1943. március 1-jén becslések szerint 22 ezren tömörültek ugyanabban a teremben és további 15 ezren azon kívül a WJC gyűlésén ahol a Wise mellett Chaim Weizmann, New York polgármestere Fiorello LaGuardia és mások szólaltak fel.
Az USA kormánya azonban ennek ellenére nem hallotta meg az európai zsidók megmentésére vonatkozó kéréseket. 1944 elején az USA pénzügyminisztere, Henry Morgenthau Franklin Roosevelt elnök előtt kijelentette, hogy “államigazgatásunk egyes tisztviselői” kudarcot vallottak miközben parancsuk volt rá, hogy „megakadályozzák a zsidók kiirtását a németek ellenőrizte Európában”.

#### Mentési erőfeszítések
A háború alatt mindvégig azért lobbizott a WJC a szövetséges kormányoknál, hogy vízumhoz jussanak a zsidó menekültek Európából és biztosítsák a zsidó kisebbségek jogait a szövetséges erők által felszabadított területeken. Az Egyesült Államok kormányának ellenkezése ellenére, a WJC engedélyt szerzett az Egyesült Államok Henry Morgenthau vezette pénzügyminisztériumától, hogy támogatási alapokat továbbítsanak az üldözött európai zsidók megmentésére és megsegítésére. Egy Riegner által írt jelentés szerint, ezeknek az alapoknak köszönhetően sikerült 1350 zsidó gyermeket Svájcba és 70-et Spanyolországba menekíteni az elfoglalt országokból.
Mindezek ellenére a Bermudai Menekültügyi Konferencián 1943-ban mind az Egyesült Államok, mint Nagy-Britannia visszautasította a bevándorlási szabályok enyhítését, beleértve a Brit Kötelező Palesztinát. A döntésre reagálva a WJC a következőket reagálta: “Az igazság az, hogy ami az európai zsidók Egyesült Nemzetek általi megsegítésének útjában áll valójában az nem az, hogy egy ilyen program veszélyes lenne, hanem hogy egyszerűen hiányzik az akarat bármilyen kockázatot vállalni értük.”
Mindössze 1944 januárjában adott utasítást Franklin D. Roosevelt elnök egy Háborús Menekült Testület felállítására, melynek célja “az ellenség elnyomása által akut halálos fenyegetettség alatt álló áldozatok megmentése”.
A Zsidó Világszövetség szintén megpróbálta – nagyrészt sikertelenül – meggyőzni a Nemzetközi Vöröskeresztet (ICRC) hogy vesse latba tekintélyét keményebben a németekkel szemben. Ennek részeként arra szólították, hogy a háborús foglyokra vonatkozó harmadik Genfi Konvenció értelmében a szervezetet, hogy érvényesítse a fogságba kerültek civil státuszát, így a gettókba és koncentrációs táborokba zárt zsidók kapcsán is, mely lehetővé tette volna az ICRC gondoskodásának érvényre juttatását. Ennek ellenére a Vöröskereszt ragaszkodott azon megközelítéshez, hogy “nincs abban a helyzetben, hogy nyomást gyakorolhasson kormányokra” és, hogy a munkájuk sikere “ a diszkrét és barátságos hagyományokon múlik”.

#### Levél az USA külügyminisztériumának

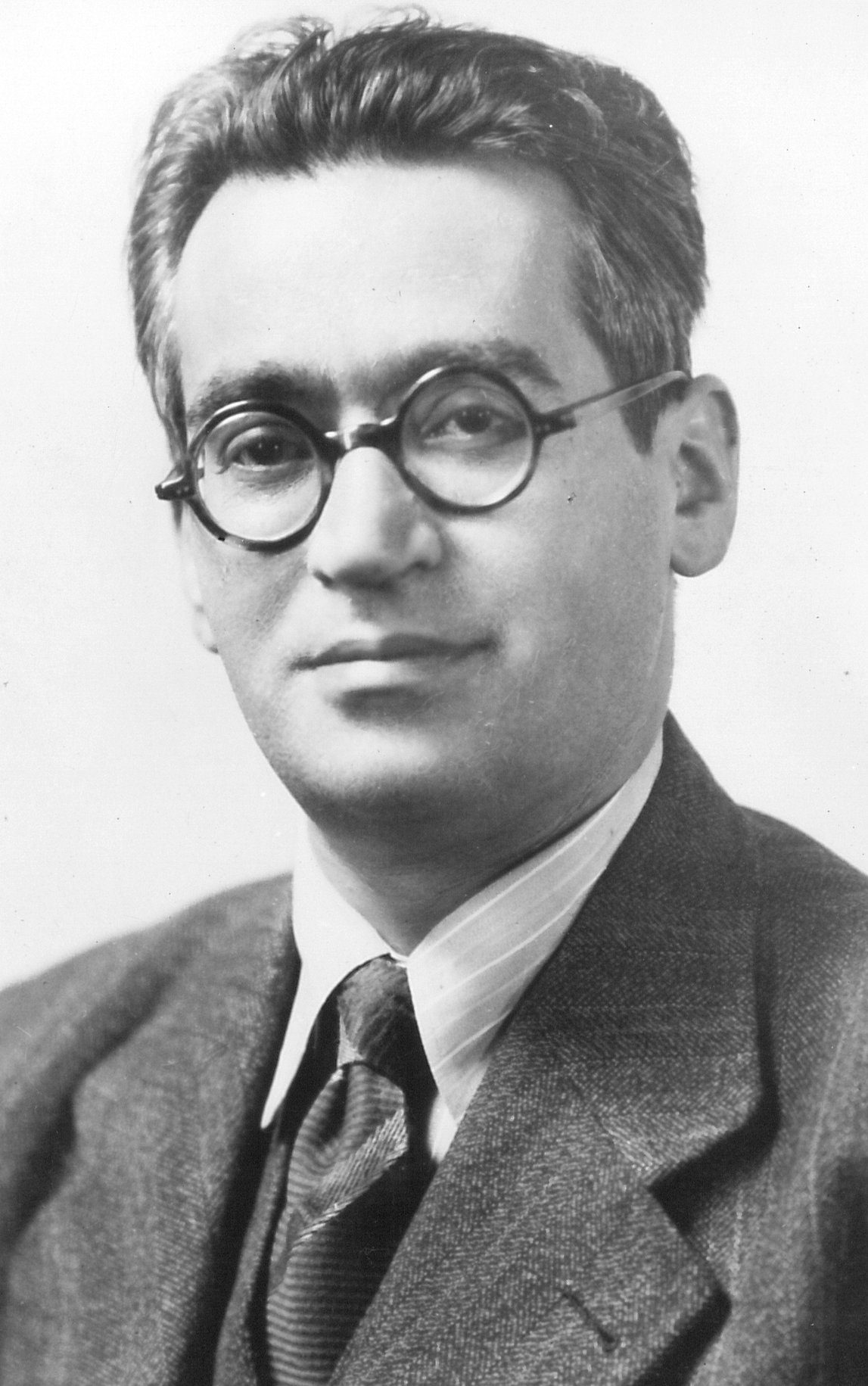
A. Leon Kubowitzki

1944. augusztus 9-én A. Leon Kubowitzki (később Aryeh Leon Kubovy) a WJC mentő részlegének feje egy üzenetet továbbított Ernest Frischertől a Csehszlovák Állami Tanácstól az Egyesült Államok Külügyminisztériuma felé sürgetve a gázkamrák elpusztítását és az Auschwitz-ban és az felé vezető vasútvonalak lebombázását. John J. McCloy háborús ügyekért felelős helyettes-államtitkár öt nappal később kelt Kubowitzkinek címzett válaszában visszautasította a javaslatot:
”Vizsgálódásaink nyomán egyértelművé vált, hogy egy ilyen művelet csakis jelentős légi támogatás átcsoportosítása révén lennek kivitelezhető, melyre azonban alapvető szükség van jelenleg döntő jelentőségű hadműveleteink sikeréhez máshol. Emellett mindenképpen kétséges lenne a hatásossága s ezért nem tudja kellően indokolttá tenni forrásaink felhasználását."
1944 novemberében a Háborús Válságkonferencián, melyet Atlantic Cityben rendeztek meg az Egyesült Államokban, a WJC kidolgozott egy programot a háború utáni időszakra vonatkozóan, mely magában foglalta a németországi zsidók jóvátételére és az örökös nélküli zsidó tulajdonok zsidó rehabilitációra fordításának javaslatát. Szintén a konferencián, Stephen S. Wisét megválasztották a Zsidó Világkongresszus elnökévé.
A küldöttek úgy döntöttek, hogy csatlakoznak egy 10 millió dolláros adománygyűjtő kezdeményezéshez a zsidók helyzetének javítását és világszerte megnövekedett politikai tevékenységüket támogatandó. A JTA hírügynökség így számolt be az elhatározásról:
”A konferencia záróülése egy határozatot is elfogadott javasolva a Kongresszusnak egy Közösségi Szolgáltatások Részleg felállítását, mely a segélyezésért és felszabadított országokban a zsidók vallási és kulturális életének helyreállításáért válik felelőssé. Egy másik határozat kiterjesztette a szervezet háláját a Vatikánra és a spanyol, svéd és svájci kormányokra amiért védelmet kínáltak a nehéz körülmények ellenére az üldözött zsidóknak a németek uralta Európában. Ezzel egy időben, sajnálatukat fejezték ki, hogy "szánalmasan keveset tettek az ellen az Egyesült Nemzetek, hogy tengelyhatalmak a zsidókat gettókba, internáló táborokba, koncentrációs táborokba és munkatáborokba száműzzék."

#### A WJC képviselőinek találkozása Heinrich Himmler SS vezetővel
1945 februárjában a svéd WJC iroda vezetője, Hilel Storch egy közvetítőn keresztül kapcsolatba került az SS vezetőjével, Heinrich Himmler-rel.
Áprilisban Norbert Masur, a WJC svéd tagozatáról titokban találkozott Himmlerrel Harzfeldben, körülbelül 70 kilométerre Berlintől. Masurnak biztonságos ügybonyolítást ígért Himmler. Ezeknek köszönhetően a náci vezetővel folytatott és azt követően a svéd Vöröskereszt vezetőjével, Folke Bernadottével folytatott tárgyalásoknak köszönhetően a WJC-nek sikerült 4500 a ravensbrücki koncentrációs táborban fogva tartott nő megmentése. Ezen több mint negyven országból Németországba deportált nőknek körülbelül a fele zsidó volt.

#### Háború utáni törekvések
A háború végén, a WJC erőfeszítéseket tett a zsidó közösségek újjáépítésére Európában, kártérítési és jóvátételi követeléseket kezdeményezett Németország ellen, segítséget nyújtott a lakóhelyüket elhagyni kényszerült személyeknek és a holokauszttúlélőinek, valamint a náci vezetők háborús bűnökért és emberiség elleni bűncselekményekért történő megbüntetését javasolta. A Zsidó Világkongresszus részt vett a Nürnbergi per szabályainak kialakításában és bizonyítékokat szolgáltatott a náci vezetőkkel szemben az amerikai ügyészeknek.

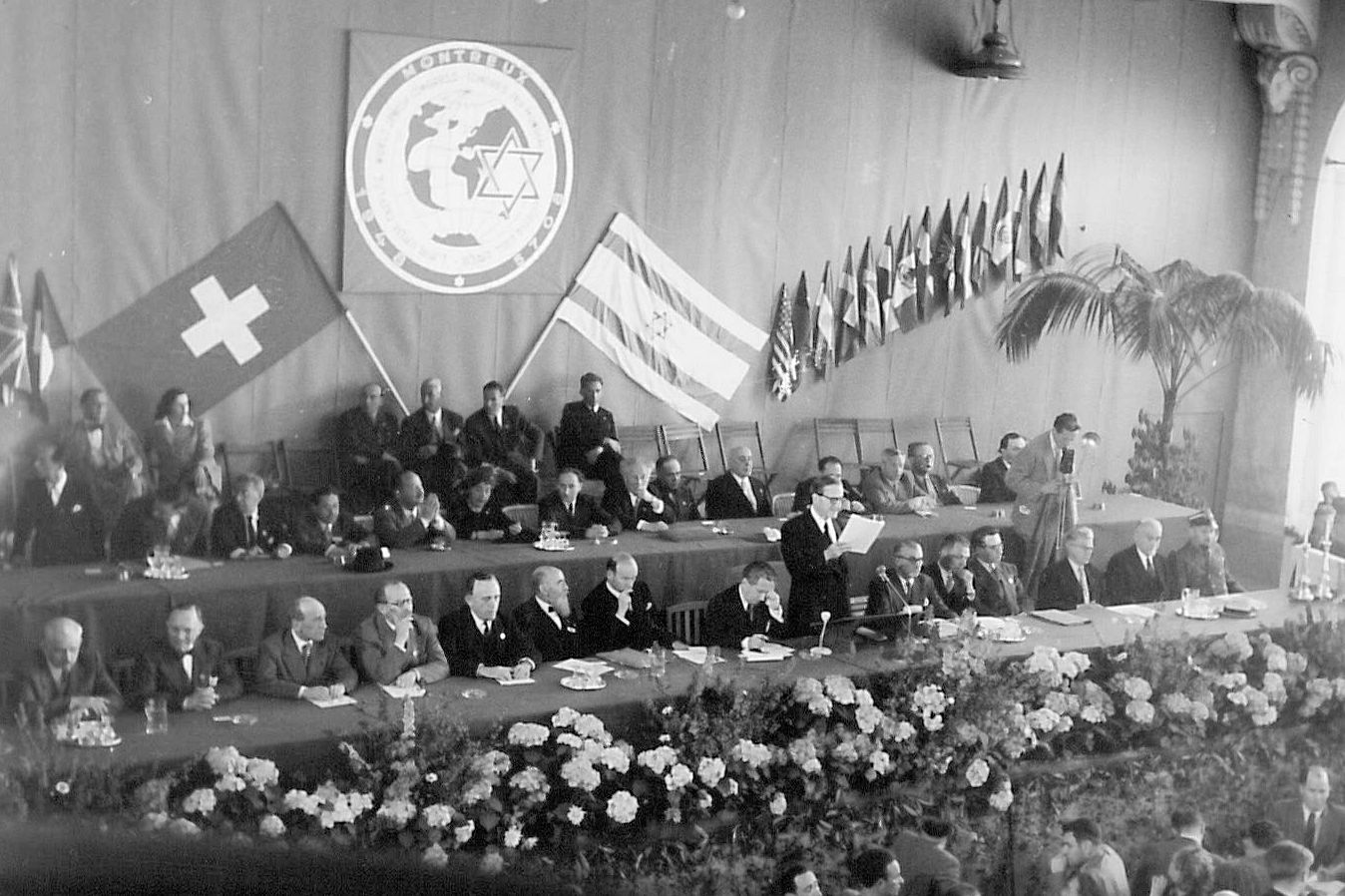
S
Stephen Wise a Zsidó Világkongresszus Plenáris Közgyűlésén szólal fel a svájci Montreuxban, 1948 augusztusában

 1946. szeptember 21-én XII. Piusz pápa audiencián fogadta a WJC főtitkár Leon Kubowitzkit, aki felidézte a pápának “milyen hatalmas” veszteségeket szenvedtek a zsidók a háború alatt és kifejezte háláját az egyháznak azért amit tett “üldözött népünk” megsegítése érdekében. Kubowitzki egy pápai enciklika közzétételére tett javaslatot a katolikus egyház zsidókkal kapcsolatos álláspontját és az antiszemitizmus elítélését rögzítendő. “Megfontolás tárgyává tesszük” válaszolta XII. Piusz a beszámolók szerint: “természetesen, valószínűsíthetően, szívből.” A WJC arra is sürgette a Vatikánt, hogy segítsen a Katolikus egyház által a holokauszttól megmentett zsidó gyermekek felépülésében.
A WJC támogatta továbbá az Egyesült Nemzetek Szervezete alapítását 1945-ben. Azután 1947-ben a szervezet az egyik első nem kormányzati szervezet lett, mely konzultatív státuszt kapott az Egyesült Nemzetek Gazdasági és Szociális Tanácsa (ECOSOC) keretében.

### WJC és Izrael állam létrehozása
Noha az alapvető cél a zsidók jogainak védelme volt a Diaszpórában, a WJC mindig is aktívan támogatta a Cionizmus céljait, nevezetesen a Zsidó Nemzeti Haza létrehozását Palesztinában. A jisuv, a Brit Kötelező Palesztina zsidó közösségét már az WJC 1936-os első Plenáris Közgyűlésén képviselték, mely határozatban erősítette meg “a zsidó nép elkötelezettségét az arab szomszédokkal való békés és egymás jogainak kölcsönös elismerésén alapuló együttélése mellett”.
1946-ban egy a Palesztinával foglalkozó Angol-Amerikai Bizottságnak küldött memorandumában a WJC politikai főtitkára Alexander L. Easterman azt írta WJC nevében, hogy “az egyetlen remény a zsidó nép életének és kultúrájának újraélesztéséhez egy zsidó haza létrehozásában rejlik, melyet világszerte elismernek, mint a Zsidó Nemzetközösséget Palesztinában.”
A WJC tisztségviselői az ENSZ tagállamainál lobbiztak az ENSZ Általános Közgyűlés 1947-es 181. számú határozatának elfogadása mellett, mely egy zsidó és egy arab állam létrehozására szólított Palesztinában.
1948. május 15-én, Izrael függetlenségének kikiáltása napján, a WJC végrehajtó testülete “a világ zsidóságát szolidaritásra szólította” az ifjú zsidó állam támogatásáért. Montreux-ban, Svájcban 34 ország delegációi vettek részt a Zsidó Világkongresszus második Plenáris Közgyűlésén, amelyet 1948. június 27-e és július 6-a között tartottak.

### Jóvátételi és kárpótlási tárgyalások Németországgal
1949-ben a Zsidó Világkongresszus az újonnan létrehozott Német Szövetségi Köztársaságot (NSZK) felelőssége elismerésére és a német nép a zsidó néppel szemben a náci rezsim alatt elkövetett bűnökért való felelősségvállalásra szólította. 1950-ben a szervezet irodát nyitott Frankfurtban, mintegy “megfigyelő posztként” a németországi fejlemények követésére. Emellett az Amerikai Egyesült Államok, Nagy-Britannia és Franciaország képviseletein a WJC részletezte a németek által a zsidókkal szemben elkövetett morális és anyagi követeléseket. Nahum Goldmann 1951-ben az izraeli kormány kérésének eleget téve, felállította a Zsidó Anyagi Követelések Németországgal szemben konferenciát (Követelések konferencia).
Ugyanabban az évben, a parlament által elfogadott határozatban, a Nyugat-Német kancellár Konrad Adenauer elismerte Németország felelősségét, hogy morális és anyagi kárpótlással tartozik a zsidó népnek és jelezte készségét, hogy tárgyalásokba bocsátkozzon a zsidóság képviselőivel és Izrael állammal. “Kimondhatatlan bűnöket követtek el a német nép nevében, melyek morális és anyagi kárpótlásért kiáltanak […] A szövetségi kormány kész, a zsidóság és Izrael állam képviselőivel közösen […] megoldást találni az anyagi kárpótlás problémájára, ezáltal segítve végtelen lelki szenvedésük enyhítését” – fogalmazott Adenauer.
1952. szeptember 10-én a WJC és a Követelések Konferencia vezetője, Nahum Goldmann aláírta a Német Szövetségi kormánnyal két jegyzőkönyvből álló megállapodását. Az egyes számú jegyzőkönyv a nácik áldozatainak közvetlen kártérítését és a náci üldözés károsultjainak kárpótlási igényeit rendező törvények elfogadását rögzítette. A második jegyzőkönyvben a Nyugat-Német kormány 450 millió márkát különített el a nácik által üldözött zsidók segítésére, rehabilitációjára, kártalanítására és visszatelepítésére. Hasonló megállapodásokat írtak alá Izrael állammal is.
A megállapodásokat követően, a Követelések Konferenciája folytatta a német kormánnyal a különböző jogalkotási vállalások módosításának kitárgyalását és ellenőrizte a kártérítési és kárpótlási törvények implementációját. A Követelések Konferenciája szerint több mint 287 ezer zsidó holokauszttúlélő részesült élethosszig kompenzációs nyugdíjban a Német Szövetségi kártalanítási törvény alapján. Németország a zsidó követelések kielégítésére összesen 60 milliárd amerikai dollárt költött.
1952-ben a Zsidó Világkongresszus felszólította az osztrák kormányt, hogy fokozza erőfeszítéseit az örökös nélküli zsidó tulajdonok visszaszolgáltatása kapcsán. Leopold Figl osztrák kancellár ezt követően ígéretet tett, hogy orvosolja a zsidók sérelmeit.
A harmadik Plenáris Közgyűlésen Genfben (1953. augusztus 4. és 11. között) Nahum Goldmannt megválasztották a Zsidó Világkongresszus elnökének, miután korábban a szervezet eljáró elnökeként szolgált.

### WJC törekvések a szovjet zsidóság érdekében
Habár a Szovjetunió a kezdetekben támogatta Izrael állam létrehozását, az ötvenes években a zsidó állam a nyugati tábor részeként jött létre és a cionizmus belső félelmet és nézetkülönbségeket keltett a kommunista vezetők között. A hidegháború alatt a szovjet zsidók feltételezett árulóknak minősültek, a Nyugat szimpatizánsainak vagyis biztonsági kockázatnak. A kommunista vezetés számos zsidó szervezetet bezáratott, a cionizmust pedig ideológiai ellenségnek kiáltotta ki. A zsinagógákat gyakran helyezték rendőri felügyelet alá, mind nyíltan mind belső informátorokon keresztül. Az üldöztetés eredményeképpen, mind az államilag támogatott, mind a nem hivatalos antiszemitizmus mélyen beivódott a társadalmakba és annak részévé vált évekre. A szovjet média politikai események leírásakor időnként a „fasizmus” kifejezést használta az izraeli nacionalizmus jellemzésére. A zsidók pedig gyakran szenvedtek el hátrányos megkülönböztetést, akadályozták egyetemi beiratkozásukat, egyes szakmákban való elhelyezkedésüket és részvételüket a kormányban. Sok zsidó kényszerítve érezte magát arra, hogy identitása elrejtése érdekében megváltoztassa nevét.

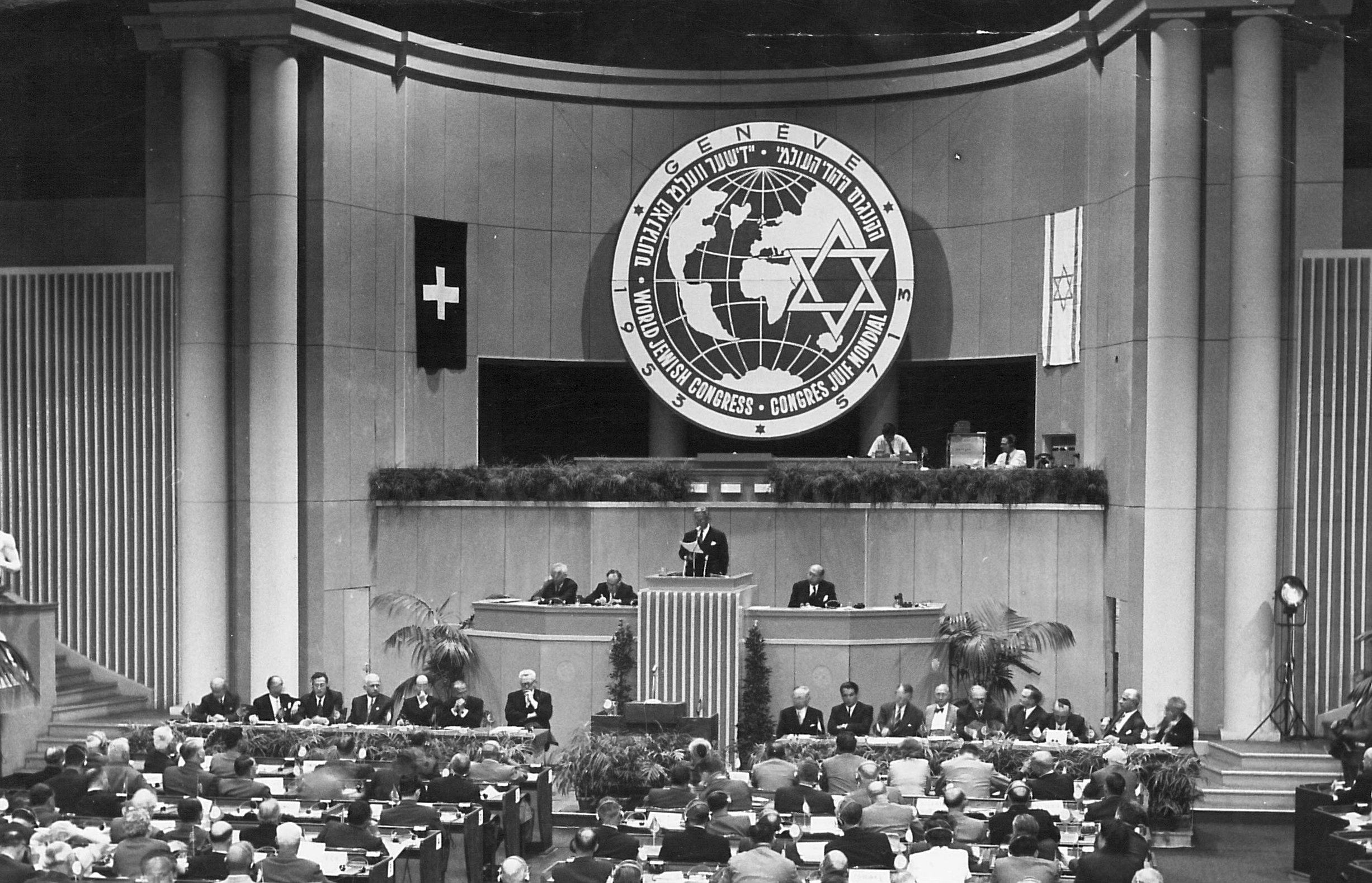
A Zsidó Világkongresszus harmadik Plenáris Közgyűlésén Genfben, Svájcban, 1953. augusztus 4-11.

 1953-ban a Zsidó Világszövetség elítélte azt a moszkvai vádiratot, mely szerint zsidó orvosok állítólagosan a Szovjetunió vezetése elleni összeesküvésen, az úgynevezett orvosok ügye dolgozott. Egyúttal vezetői találkozó összehívására szólított Zürichben, Svájcban melyet az utolsó pillanatban a szovjet diktátor Joszif Visszarionovics Sztálin halála miatt végül lemondtak. Az új szovjet vezetés kijelentette, hogy az orvosok elleni vádak koholtak voltak.
1956-ban a WJC vezetői egy memorandumot adtak át az éppen londoni látogatáson lévő szovjet vezetőknek, Nyikita Hruscsovnak és Nyikolaj Bulganyinnak, majd egy évvel később a Zsidó Világszövetség globális felhívást intézett a zsidók sorsáról a Szovjetunióban és más kommunista országokban. Ez egy növekvő nemzetközi kampányhoz vezetett a kulturális és vallási jogaik védelmében és a hidegháború által szétszakított családok újraegyesítését támogatandó. Hét évvel később a szervezet megújította kapcsolatait számos zsidó szervezettel a kommunista kelet-európai országokban. 1957-ben a magyarországi zsidó közösség újra csatlakozott a WJC-hez.
1960-ban a WJC nemzetközi konferenciát hívott össze Párizsban a szovjet zsidóság ügyében, melyet Goldmann elnökölt. 1971-ben aztán a WJC társ-finanszírozta a Szovjet Zsidó közösségek első világkonferenciáját Brüsszelben, Belgiumban. Ezt követte két másik találkozójuk 1976-ban Zürichben és Brüsszelben.
A második brüsszeli konferencián aztán zsidó vezetők a Helsinki emberi jogok záróokmányának implementációjára szólították a Szovjetuniót saját alkotmánya és törvényei tiszteletben tartása mellett. A szöveg szerint „a Szovjetunió ismerje el és tisztelje a zsidók jogait, testvéreikkel való egyesülésüket Izrael földjén, a zsidók történelmi anyaföldjén.”
A „Bocsásd el az én népemet!” mottó alatt a szovjet zsidó mozgalom megragadta a nyugati államférfiak és közszereplők figyelmét, akiknek meglátása szerint a Szovjetunió a zsidók kapcsán megsértette alapvető emberi és polgári jogaikat, így a szabad mozgáshoz, vallásuk, kultúrájuk és hagyományaik gyakorláshoz és a saját nyelvük tanulásához fűződő jogaikat. „Nincs más választásuk, mint szabadon engedni a szovjet zsidóságot” – mondta Ronald Reagan amerikai elnök Mihail Gorbacsov szovjet vezetőnek utóbbi 1987-es amerikai látogatása során.
1987. március 25-én a WJC vezetői, Edgar Bronfman, Israel Singer, Sol Kanee és Elan Steinberg a vezető Amerikai Zsidó Szervezetek konferenciájának elnökével, Morris Abrammal közösen Moszkvába látogatott, hogy hogy megvitassák a kérdést a szovjet kormány minisztereivel. Noha a szovjet hivatalnokok gyorsan tagadták, hogy a Szovjetunió beleegyezett a zsidó emigráció növekedésébe valamint egy izraeli delegáció moszkvai látogatásába.
A WJC képviselőinek moszkvai látogatása azonban széles körben osztott nézetek szerint hozzájárult a prominens orosz zsidók Szovjetunióból való kivándorlási engedélyekhez juttatásához.
1989-ben szovjet zsidó szervezetek engedélyt kaptak a hatóságoktól, hogy csatlakozzanak a Zsidó Világkongresszushoz. melynek nyomán két évvel később Jeruzsálemben, számos egyenesen választott delegált a Szovjetunióból hivatalosan is képviseltette magát a Zsidó Világkongresszus plenáris közgyűlésén.

### A zsidók jogainak biztosítása Észak-Afrikában és a Közel-Keleten
A második világháborút követően és Izrael állam létrehozása kapcsán a Zsidó Világkongresszus aktívan részt vett a zsidók támogatásában az arab és más muszlim országokban ahol egyre növekvő nyomás alatt éltek. 1948 januárjában Stephen Wise WJC elnök felhívást intézett George Marshall amerikai külügyminiszterhez: “800 ezer és egymillió Palesztinán kívül de a Közel-Keleten és Észak-Afrikában élő zsidót a kipusztítás fenyegeti a muszlimok által akiket szent harcra hívnak Palesztina kettéosztása kapcsán... Erőszakos cselekvényeket már eddig is követtek el ellenük és továbbiakat terveznek azzal a világos céllal, hogy teljesen kipusztítsák a zsidókat, népirtást követve el, mely az ENSZ általános közgyűlésének határozatai értelmében emberiség elleni bűntettnek számít.” Az Egyesült Államok ennek ellenére nem tett semmilyen lépést ezen vádak kivizsgálására.

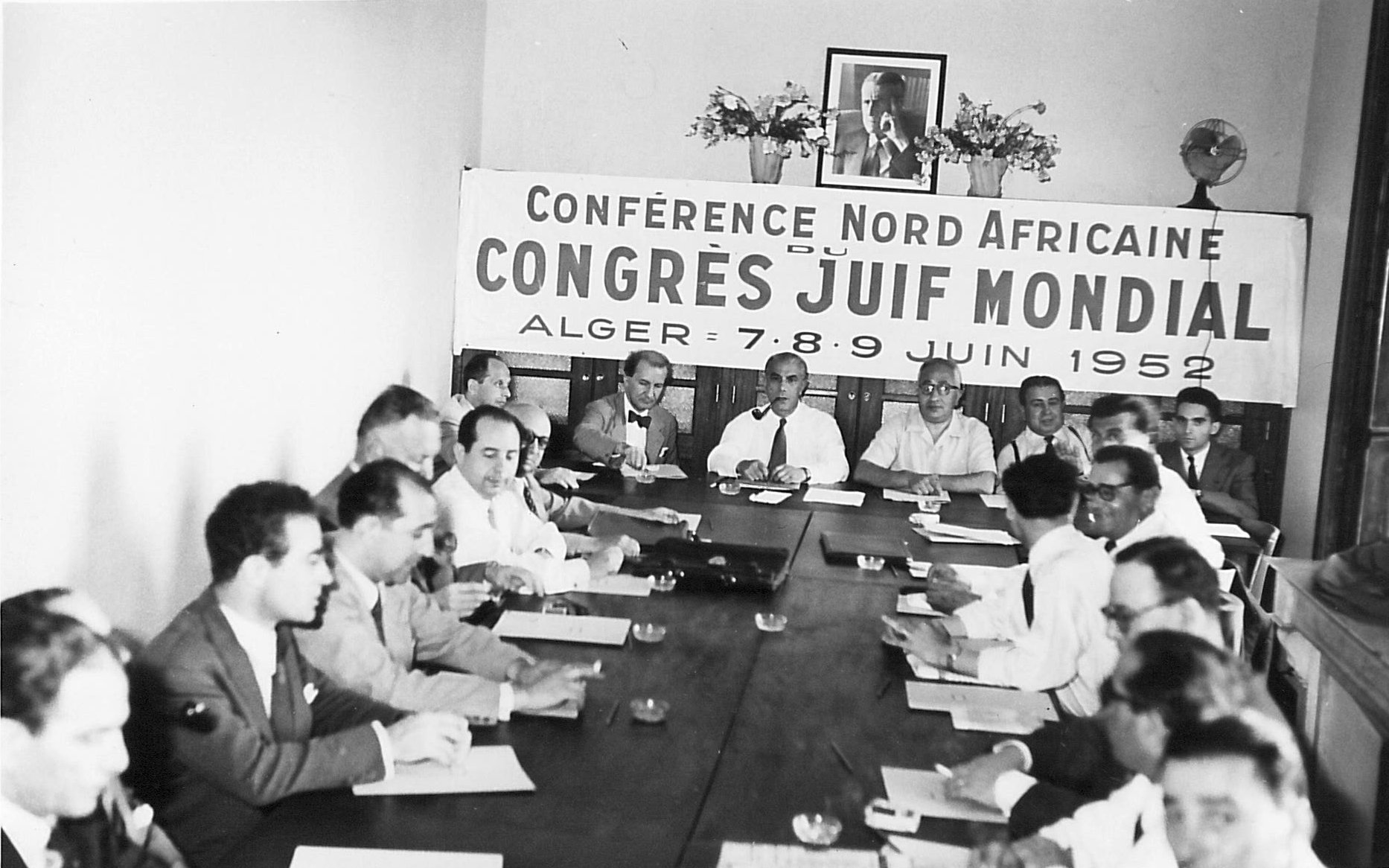
A Zsidó Világkongresszus konferenciája a zsidók észak-afrikai helyzetéről 1952-ben Algériában

A WJC szintén elfogadott egy határozatot a problémáról amelyet az Egyesült Nemzetek Gazdasági és Szociális Tanácsa (ECOSOC) elé terjesztett be, gyors cselekvése szólítva a szervezetet.
A határozat kifejezetten megemlítette az Arab Liga egy dokumentumát, mely a zsidókat jogfosztását és vagyonukból való kisemmizését tervezte el módszeresen. Noha amikor a WJC az ECOSOC elé vitte az Arab Liga dokumentumát, annak elnöke Charles H. Malik, Libanon ENSZ képviselője visszautasította annak bemutatását.
Az ötvenes évek alatt a WJC tárgyalásokat bonyolított számos arab kormánnyal, különösen Észak-Afrikában arra kérve őket, hagy hagyják zsidó közösségeiket elhagyni az országokat. Az arab nacionalizmus erősödésével, különösen az ötvenes években ezek a törekvések egyre nehézkesebbé váltak. 1954-ben a WJC delegációja Marokkóba is ellátogatott, mely akkoriban még francia kolónia volt. WJC vezetése szintén szoros kapcsolatot ápolt a marokkói függetlenségi mozgalom vezetőivel, beleértve a száműzetésben élő marokkói szultánt, V. Mohamedet, aki ragaszkodott hozzá, hogy egy autonóm Marokkó garantálni fogja a polgárok szabadságát és egyenlőségét, beleértve a nem muszlimok hozzáférését az állami adminisztrációhoz. Amikor 1956-ban Marokkó függetlenné vált Franciaországtól, a WJC politikai igazgatója, Alex Easterman haladéktalanul tárgyalásokat kezdeményezett a Mbarek Bekay miniszterelnökkel és más kormányzati tisztviselőkkel, arra sarkallva őket, hogy engedjék meg a zsidóknak, hogy távozzanak az országból.
Eközben 1957-ben megállapodás született, mely lehetővé tette mind a 8000 mazagai zsidó emigrációját egy Casablanca melletti menekülttáborból. A WJC egy 1959-es jelentése azonban arra jutott, hogy hiába ismételte meg a kormány többször a zsidók jogainak védelmére tett ígéretét, „belső politikai konfliktusok megakadályozták a megoldást” mely lehetővé tette volna, hogy a távozni kívánó marokkói zsidók útlevélkérelmeit ne utasítsák vissza a hatóságok. 1959-ben Marokkó az Arab Liga tagjává vált és minden kommunikációval felhagyott Izraellel. Noha mind V. Mohammed és utódja, II. Hasszán király kitartott amellett, hogy a zsidók ugyanazokat a jogokat élvezik országukban, mint a többi polgár.

### Az ötvenes évektől a nyolcvanas évekig
Negyvenhárom ország képviselői vettek részt a WJC negyedik Plenáris Ülésén, amelyet a svéd fővárosban, Stockholmban rendeztek meg 1959-ben.
A hatvanas években aztán a WJC egy speciális konferenciát hívott össze Brüsszelben, egy európai antiszemita incidenssorozatot követően.
1966-ban a német parlament elnöke, Eugen Gerstenmaier „Németek és zsidók – egy megoldatlan probléma” címmel intézett beszédet az ötödik Plenáris Közgyűléshez Brüsszelben, Belgiumban. Ezzel ő lett az első vezető beosztású német politikus, aki felszólalhatott a WJC konferenciáján, mely némi belső egyet nem értést is eredményezett. Néhány izraeli delegált tüntetőleg bojkottálta a Gerstenmaier felszólalása alatt a találkozót.
1963-ban létrejött az amerikai részlege a WJC-nek, hogy a világ legnagyobb zsidó kisebbségét számláló országgal is szélesedjen „választókerületként” a szervezet legitimitása. 1974-ben a Zsidó Világkongresszus befogadta soraiba a Brit Zsidók Képviselő Testületét. Az WJC-ben addig a brit zsidókat képviselő részleg pedig felbomlott.

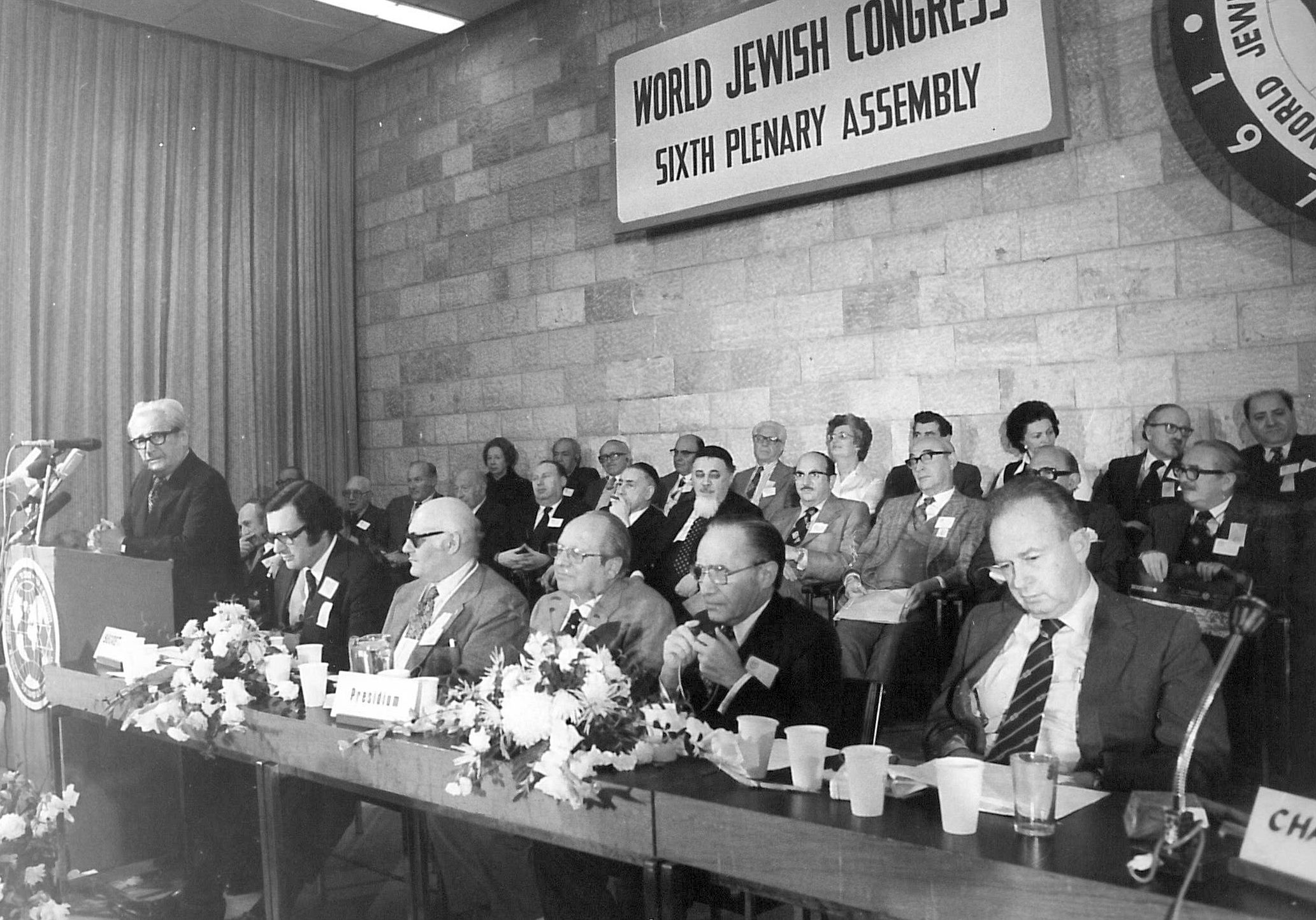
Nahum Goldmann beszél a WJC hatodik Plenáris Közgyűlésén 1975-ben Jeruzsálemben. Jobboldalt ül: Jichák Rabin izraeli miniszterelnök

 Hogy kifejezésre juttassa szolidaritását Izraellel, a WJC hatodik Plenáris Közgyűlését 1975-ben először rendezte meg Jeruzsálemben, ahol egy kivétellel azóta az összes plenáris találkozó is helyet kapott. A delegációk új alapszabályt is elfogadtak,új szervezeti felépítésről döntöttek és együttműködési megállapodást írtak alá a Cionista Világszervezettel.

#### A cionizmust rasszizmussal vádoló ENSZ-határozat ellenzése
A Zsidó Világkongresszus sokat tett az ENSZ Általános Közgyűlésének 3379-es számú határozata hatályon kívül helyezése érdekében, amelyet 1975. november 10-én fogadtak el, s azt tartalmazta, hogy „a cionizmus a rasszizmus és a faji megkülönböztetés egyik formája”. A WJC vezetésének jellemzése szerint a határozat „megkísérelte megrágalmazni a cionizmust azáltal, hogy egyenlőségjelet tett az imperializmus, a gyarmatosítás, a rasszizmus és az apartheid közé [...] fokozva az rasszista uszítást és faji gyűlöletet.”[forrás?]  A Kongresszus minden közösségét és szervezetét azonnali cselekvésre és a közvélemény mobilizálására szólította fel az ENSZ határozattal szemben. Végül Izrael a 3379-es határozat visszavonását szabta feltételül az 1991-es madridi békekonferencián való részvételéhez, amit az ENSZ Általános Közgyűlése 1991. december 16-i 4686-os határozatában meg is tett.
Az 1960-as és 1970-es években a WJC amellett is kampányolt, hogy véget vessenek Izrael arab bojkottjának.

#### Változások a vezetőségben

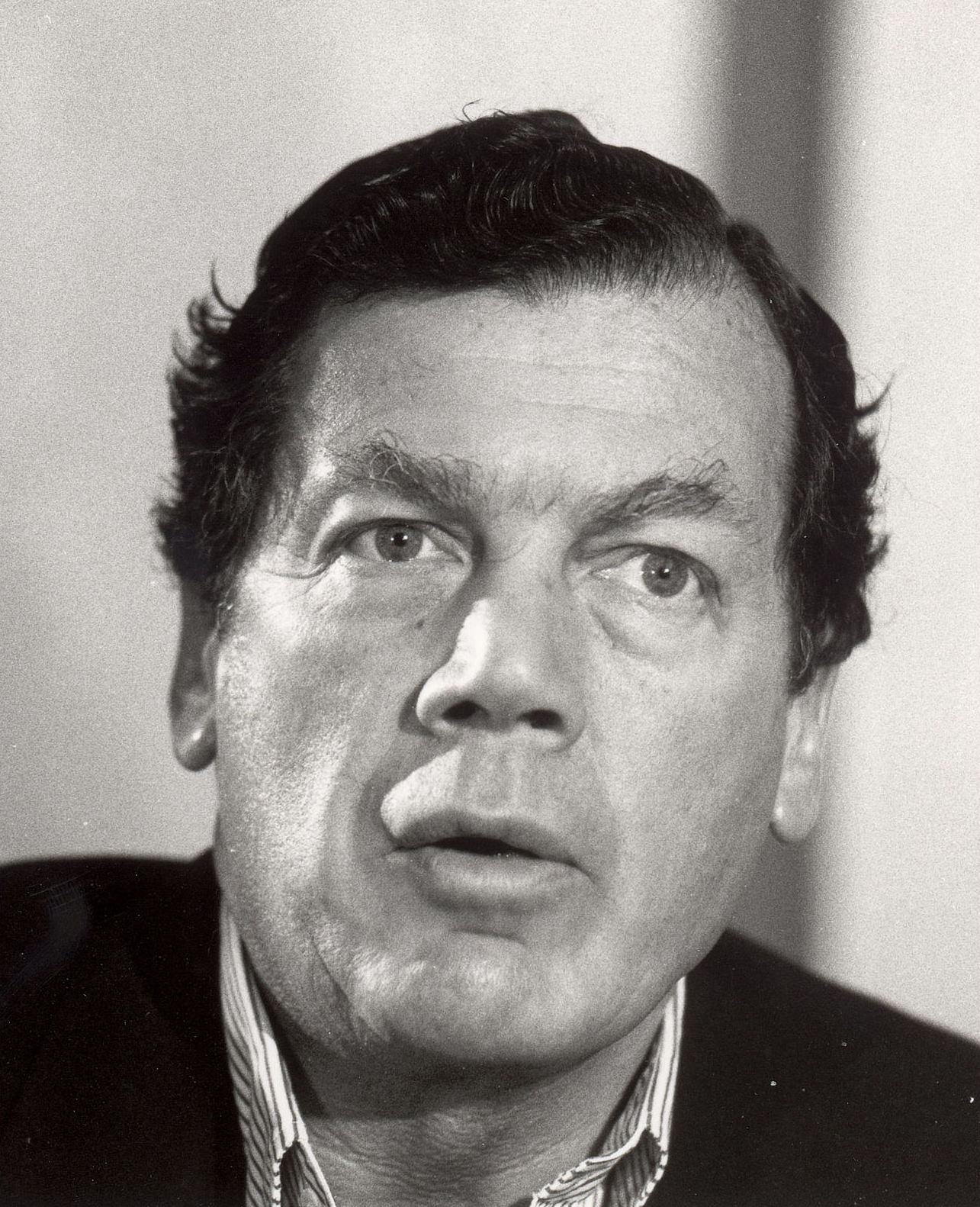
Edgar M. Bronfman

A WJC 1975-ös plenáris ülésén az akkor 80 éves Nahum Goldmann, aki a WJC-t hosszú ideje vezette, ismét indult a jelölésért. Több izraeli delegáció, különösen a Herut mozgalomból, de egyebek mellett a volt izraeli miniszterelnök, Golda Meir is ellenezte Goldmann újraválasztását annak Izrael béketárgyalásokkal kapcsolatos politikájának kritikája miatt.
Két évvel később, 1977-ben, Philip Klutznick amerikai ingatlanfejlesztő és a B’nai B’rith Internatonal hajdani elnöke követte Goldmannt a WJC elnöki posztján. 1979-ben, amikor Klutznickot kinevezték Jimmy Carter elnök kereskedelmi miniszterének,, a kanadai-amerikai üzletember Edgar M. Bronfman vette át a helyét ügyvivő vezetőként. Bronfmant formálisan a WJC hetedik Plenáris Közgyűlésén választották meg elnöknek 1981 januárjában Jeruzsálemben.
Bronfman vezetése alatt, az új főtitkár Israel Singer (aki Gerhart Riegnertől vette át a posztot 1983-ban) és az új ügyvezető igazgató Elan Steinberg segédletével a WJC agresszívabb stílust vett fel. Steinberg így jellemezte a változásokat: „Hosszú ideig a Zsidó Világkongresszus a zsidó élet legnagyobb titkának számított, mert a diplomácia természete a háború után csendes diplomácia volt. Ez egy újabb, amerikai stílusú vezetés – kevésbé félénk, erőteljesebb, szemérmetlenül zsidó.” 1982. június 25-én a WJC elnöke, Edgar Bronfman lett az első olyan zsidó szervezeti vezető, aki felszólalt az Egyesült Nemzetek Általános Közgyűlésén.

#### Vita a katolikus kolostor létezéséről Auschwitzban
1985-ben karmelita apácák kolostort nyitottak a volt náci haláltábor, Auschwitz közelében. A WJC elnöke, Edgar Bronfman a kolostor eltávolítására szólította fel őket. Nyilvános kijelentéseikben más zsidó vezetők, beleértve a WJC korábbi főtitkárát Gerhart Riegnert is a kolostor felszámolását kérték. Egy évvel később a katolikus egyház beleegyezett, hogy eleget tesz a kéréseknek és két éven belül elköltözteti a kolostort.
Ennek ellenére a karmelita rendiek maradtak, egy év múlva a területen egy nagy keresztet állítottak fel, melyet a pápa egy 1979-es miséjén használtak korábban. A Zsidó Világkongresszus kormányzótestülete határozottan lépésekre sürgette a Vatikánt azért, s felszólította II. János Pál pápát, hogy gyakorolja hatalmát, kieszközölve a kolostor és a kereszt azonnali eltávolítását. A WJC kormányzótestülete kijelentette, a pápa fellépése azért is szükséges, hogy érvénybe lépjen a legnagyobb Európai katolikus bíborosok, köztük a krakkói bíboros, Franciszek Macharski és zsidó vezetők közt 1987. február 22-én Genfben aláírt megállapodás. Edgar Bronfman kijelentette: 'Nem csak az auschwitzi kolostor kérdéséről van szó, hanem a történelmi revizionizmus tágabb értelemben vett hatásairól is, amely a holokauszt és a zsidók elleni gyilkosságok egyediségét elhallgatja.' Néhány hónappal később a karmelitákat Róma távozásra utasította. A WJC pedig a Vatikánt dicsérte a cselekvésért, noha az apácák egészen 1993-ig a helyükön maradtak s a hatalmas keresztet maguk mögött hagyva távoztak.

#### Diplomáciai kapcsolatok a kommunista országokkal

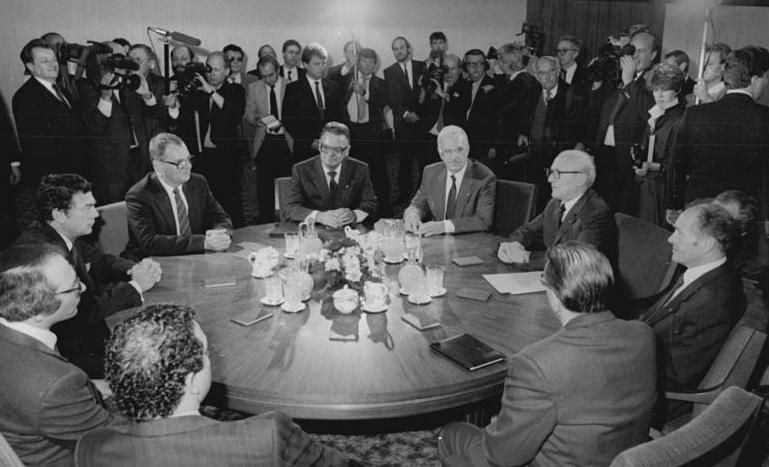
A WJC Edgar Bronfman vezette delegációjának találkozója az NDK vezetőjével, Erich Honeckerrel Kelet-Berlinben, 1988 októberében

Az 1980-as évek közepén a Zsidó Világkongresszus szintén diplomáciai kapcsolatba lépett számos közép- és kelet-európai országgal, nevezetesen a kommunista Kelet-Németországgal, melynek vezetését a WJC a náci Németország zsidó áldozataival szembeni kötelezettségeinek elismerésére szólította. 1990 februárjában, Hans Modrow NDK-miniszterelnök levelet küldött a WJC elnökének, Edgar Bronfmannak, melyben elismerte a Kelet-Német kormány felelősségét a német bűnök elkövetésében a zsidó néppel szemben a náci rezsim alatt.
Modrow a következő nyilatkozatot tette:
„A Német Demokratikus Köztársaság megváltoztathatatlanul néz szembe azon kötelezettségével, hogy mindent megtegyen a rasszizmus, nácizmus, antiszemitizmus és gyűlölet ellen a népek között azért, hogy ne kezdődhessen a jövőben háború és a fasizmus soha újra német földön, csak béke és megértés az emberek között.”
Néhány héttel később az NDK első szabadon választott parlamentje, a Volkskammer határozatot fogadott el, mely elismerte az NDK felelősségét a holokauszt kapcsán és „a zsidók bocsánatát kérte világszerte”. Az NDK vállalta, hogy anyagilag kártalanítja a zsidókat és biztosítja a zsidó tradíciókat. A határozat része lett a német újjáegyesítésről szóló alapszerződésnek és ma is része a német jognak. 1987-ben a WJC Zsidó Világkongresszus vezető testülete Budapesten tartotta ülését, az első WJC-találkozót, melyet kommunista kelet-európai országban rendeztek a II. világháború vége óta. A magyar kormány elfogadta, hogy nem lesznek korlátozások az izraeli delegációtagok részvétele kapcsán, sem a megvitatott témák terén.

#### A Waldheim-ügy
1986-ban a Zsidó Világkongresszus meggyanúsította az osztrák elnökjelölt Kurt Waldheimet, az ENSZ volt tőtitkárát, hogy hazudott tiszti szolgálatait illetően a náci pártban „Sturmabteilung” (SA) részlegében betöltött szerepe kapcsán, továbbá a Thesszalonikiben, Görögországban 1942-43-ban töltött német tiszti évei alatti periódusról.
Waldheim „tiszta hazugságnak és rosszhiszemű híresztelésnek” nevezte a vádakat. Egy Bronfmannak küldött telexben azt mondta múltját „szándékosan félreértelmezték.” Mindazonáltal elismerte, tudott a németek partizánok elleni megtorlásairól: „Igen, tudtam. El voltam borzadva. De mit tehettem? Vagy folytattam a szolgálatot, vagy kivégeztek volna.” Azt mondta, soha nem lőtt le senkit, de még csak partizánt sem látott. Egykori közvetlen felettese szerint Waldheim „maradt az asztalánál”.
A zsidó származású volt osztrák kancellár Bruno Kreisky a Zsidó Világkongresszus lépéseit „rendkívüli aljasságnak” nevezte, hozzátéve, hogy a választások során az osztrákok „nem fogják megengedni a külföldi zsidóknak, hogy megmondják nekik, ki legyen az elnökük.”
A nemzetközi egyet nem értés okán, az osztrák kormány egy nemzetközi történészekből álló bizottság kinevezéséről döntött, melyet Waldheim 1938 és 1945 közti életének vizsgálatával bíztak meg. A jelentés nem talált semmilyen bizonyítékot Waldheim személyes érintettségére a háborús bűnökben. Ugyanakkor, állítása ellenére, mely szerint nem volt ismeretes semmilyen bűntény megtörténte, a történészek bizonyítékokat találtak rá, hogy Waldheimnek tudnia kellett bizonyos háborús bűnökről.
Waldheim és felesége azonban ennek ellenére elnöksége egész időszaka alatt (1986–1992) hivatalosan is „persona non grata”-nak minősült az Egyesült Államokban. Mindössze az arab országokban és a Vatikánban tehettek látogatást. 1987-ben felkerültek az Egyesült Államok területéről kitiltott személyek listájára, azután is, hogy a történészek nemzetközi bizottsága közzétette a náci Wehrmachtban töltött katonai múltjáról szóló jelentését.

### A holokausztkorszak vagyoni kárpótlása és a kompenzációs kifizetések
1992-ben a Zsidó Világkongresszus létrehozta a Zsidó Kárpótlási Világszervezetet (WJRO), zsidó szervezetek egy ernyőszervezetét, melynek tagja volt a Zsidó Ügynökség Izraelért is. A célja Európában a kisajátított zsidó vagyon visszaadása Németországon kívül (amely a Követelések Konferenciája zászlaja alatt járt el). Weboldala szerint a WRJO törekvése, hogy „tanácsot adjon és tárgyaljon a nemzeti és helyi kormányzatokkal megállapodások megkötéséről, melyek biztosítják a jogszabályi kereteket a zsidó nép vagyonának kártalanításához”, hogy „kutatásokat végezzen a zsidó vagyon kapcsán a nemzeti és helyi archívumokban és hogy központi adatbázist hozzon létre melyben a zsidó közösségi vagyont rögzítik és gyűjtik, és hogy „forrásokat biztosítson a zsidó kultúra és oktatási projektek számára az adott országban. Eddig ilyen alapot Lengyelországban, Romániában és Magyarországon hoztak létre.” A Zsidó Világkongresszus jelenlegi elnöke, Ronald S. Lauder a WRJO vezetője.

#### Svájci banki elszámolása
A WJC, a Zsidó anyagi követelések Németországgal szemben, a Nemzetközi Zsidó Kárpótlási Szervezet és az 1998-ban alapított Nemzetközi Bizottság a Holokauszt Korszak Biztosítási Követeléseiért sok millió dollárt biztosított a holokausztáldozatoknak és -túlélőknek a Németországból, svájci bankokból, biztosítókból és más felektől összesen 20 milliárd dollár értékben.
1995-ben a WJC egyeztetéseket kezdeményezett számos zsidó szervezet nevében svájci bankokkal és a svájci kormánnyal a holokauszt-áldozatok úgynevezett II. világháborús „alvó számláinak” ügyében. A WJC csoportos igényérvényesítés keretében adott be keresetet egy brooklyni bíróságon New Yorkban arra alapozva, hogy a holokauszt áldozatai és családjaik indokolatlanul akadályozva vannak a második világháború-kori svájci bankszámlákon lévő örökölt vagyonukhoz való hozzáférésben. A hozzáféréshez ugyanis követelményeként halotti bizonyítványt kértek sok helyen (mely tipikusan nem létezik a holokauszt áldozatai esetében), valamint egyes svájci bankok szándékos erőfeszítéseket tettek a számlaegyenlegek visszatartására. A követelések részét képezte továbbá az eltűntnek vagy ellopottnak minősített művészeti alkotások értéke, a menekültügyi kérelmek elbírálása nyomán megtagadott Svájcba történő belépésekből fakadó „károk”, a svájci kormány miatt a holokauszt idején kényszertáborokba került emberek feltételezett munkabére, valamint mindennek az azóta eltelt időben termelt kamatvesztesége. A WJC a per kapcsán az USA-kormánytisztviselők támogatását élvezte, beleérte Alfonse D'Amato New York-i szenátorét, aki meghallgatásokat tartott a Szenátus Bank Bizottságában a témában azt állítva, hogy a II. világháború idejében svájci bankokban lévő „dollárszázmilliókat” tartanak vissza az alpesi ország bankjai.
Az amerikai elnök Bill Clinton utasítására Stuart Eizenstat kereskedelmi államtitkár-helyettes ezeken a meghallgatásokon amellett tett tanúbizonyságot, hogy a svájci bankok tudatosan vásároltak aranyat a náciktól a második világháború alatt. Eizenstatot később az amerikai kormány holokauszt kérdésekben illetékes különmegbízottjának nevezték ki. A jelentés kizárólag amerikai kormányzati archívumokra hagyatkozott. Nem tartalmazott történeti információkat náci áldozatok svájci bankbetétei kapcsán és túlzott engedékenységgel vádolta az amerikai tisztségviselőket a Svájccal a háború után kötött banki megállapodásokra vonatkozóan.
A svájci kormány által rendelt alvószámla ellenőrzések 1962 és 1995 között 32 millió amerikai dollárt (1995-ös árfolyamon) összesítettek tisztázatlan háborús időkből származó számlákról. Mégis a tárgyalások során svájci bankok hozzájárultak egy újabb auditálás lebonyolításához a háborús számlák ügyében, melyet a volt amerikai központi bank elnök Paul Volcker vezet. A Volcker bizottság jelentése szerint az összes alvó számla, mely feltehetőleg a nácik áldozataié volt és gazdátlanul pihen, 1999-es könyv szerinti értéken számolva eléri a 95 milliós svájci frankot. Ebből 24 millió „valószínűleg” náci üldözések áldozataié.
A bizottság javasolta, hogy az egyezségek megkötése érdekében, a számlák könyv szerinti értékét módosítsák vissza azok 1945-ös értékére (hozzáadva a fizetett díjakat és levonva a kamatokat), majd azután megszorozva tízzel az összeget az átlagos svájci hosszú távú befektetések kamatainak megfelelően.
1998 augusztusában számos nagy svájci bank beleegyezett hogy fizessen a holokauszttúlélőinek és rokonaiknak több mint 1,25 milliárd amerikai dollárt a következő három év során. A megállapodás részeként, a felperesek megállapodtak, hogy ejtik a kormány tulajdonában lévő Svájci Nemzeti Bank elleni pert az amerikai bíróságokon.

#### Náci arany
1997-ben a Zsidó Világkongresszus egy tanulmánya arra jutott, hogy a náci Németország legalább 8,5 milliárd dollárnyi értékben tulajdonított el 1933 és 1945 között aranyat zsidóktól és más áldozatoktól. A tanulmány becslése szerint az arany harmadát magánszemélyektől és magánvállalkozásoktól vették el inkább, mint központi bankoktól, s hogy több mint 2 milliárd dollár értékű magánvagyonból származó arany svájci bankokba került. Svájc visszautasította a WJC vádait. A Zsidó Világkongresszus vizsgálódásaira adott válaszában az amerikai központi bank szerepét betöltő FED 1997-ben elismerte, hogy a nácik magánemberektől származó aranyát beolvasztották és aranytömbökké alakították, melyet aztán a háború után négy európai ország központi bankjaiba szállítottak. 1996-ban, Svédország szintén vizsgálatot kezdett a Zsidó Világkongresszus követelései nyomán a nácik által a II. világháborúban eltulajdonított aranyak svéd kormányzati bankszéfekben történt elhelyezése kapcsán.

#### Megállapodások más európai országokkal a holokausztkorszak vagyonainak visszaszolgáltatása és kárpótlása kapcsán
Az 1990-es, 2000-es évek során a Zsidó Világkongresszus követelésének eleget téve összesen 17 európai ország állított fel speciális bizottságot az államok második világháborúban betöltött szerepét vizsgálandó.
Számos közülük alapokat hozott létre a zsidók és más áldozatok kompenzációjára.
1997-ben Alain Juppé francia miniszterelnök bizottságot hozott létre a náci erők és a háború alatt velük együttműködő franciák által lefoglalt zsidó vagyont kivizsgálandó.
2000-2001-ben a Zsidó Világkongresszus segített kártérítésről megállapodni a német kormánnyal és iparral, melynek alapján 5 milliárd eurónyi alap jött létre a II. világháború rabszolgái és kényszermunkára fogottjainak kárpótlására akik főként Közép- és Kelet-Európából kerültek ki és addig semmilyen kompenzációt nem kaptak a nácik által okozott szenvedéseik enyhítésére.

#### Az eltulajdonított műkincsek visszaszolgáltatása
1998-ban a WJC közzétett egy 2000 fős listát, melyen a nácik által elkövetett műkincsek eltulajdonításában részt vettek szerepeltek. Köztük 11 országból múzeumi kurátorokat, galéria tulajdonosokat, művészeti szakértőket és más közvetítőket.
Néhány héttel később, 44 ország képviselői megállapodtak egy központi nyilvántartás létrehozásáról az interneten a nácik által ellopott műtárgyak összesítésére és kereshetővé tételére.
Ronald S. Lauder, a WJC műkincs visszaszolgáltatási bizottságának a vezetője 110 ezer darabra becsülte az érintett műkincsek számát, összértéküket pedig 10-30 milliárd amerikai dollárra becsület. 2000-ben a Zsidó Világkongresszus azért kritizálta múzeumokat, mert azok arra várnak, hogy a holokausztáldozatoktól szerzett műkincsek jogos gazdáinak jelentkezését várják és nem hozzák nyilvánosságra a birtokukban lévő gyanús műtárgyak listáját. In the wake of the WJC accusations, a number of countries commissioned investigations into Nazi-looted art.

## A Zsidó Világkongresszus fő tevékenységei és politikája

### Izrael támogatása

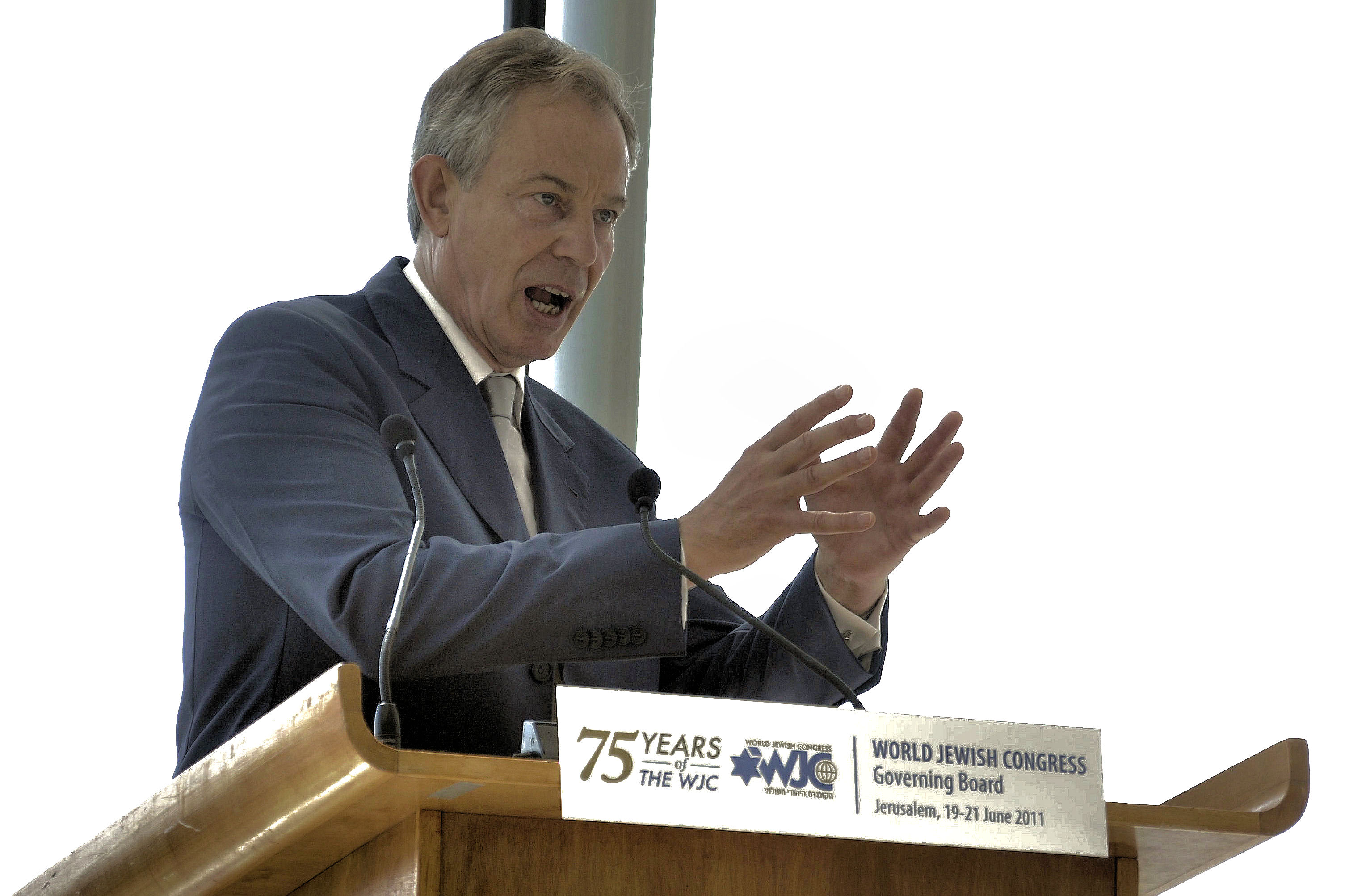
A közel-keleti nemzetközi kvartett vezetője Tony Blair delegációtagokat tájékoztat a Zsidó Világkongresszus vezető testületéből a békefolyamat kapcsán Jeruzsálemben, 2011 júniusában

A Zsidó Világkongresszus küldetési nyilatkozata szerint a szervezet keresíi a módját, hogy “növelje a zsidó közösségek közti szolidaritást világszerte, elismerve Izrael állam központi szerepét a zsidó identitás kapcsán és erősítve a zsidó közösségek és a zsidó diaszpórák és Izrael közti kapcsolatokat.”

#### Harc Izrael legitimációjának megkérdőjelezése ellen
A WJC nemrég egyik fő tevékenységeként kezdett Izrael legitimációjának megkérdőjelezése ellen fellépni.
Ennek megfelelően a WJC nemzetközi szervezeteknél, így az Egyesült Nemzeteknél lobbizik azért, hogy biztosítva legyen: „a kormányok ugyanazon szabályok és elvek alapján ítéljék meg Izrael cselekedeteit, mint más országokét.” A WJC weboldalán azt írja: „Izraelt nem kezelhetik eltérő mérce szerint azok az országok, melyek maguk nem tartják be a demokrácia, az emberi jogok és a jogállamiság szabályait”, valamint hogy „Izraelt igazságosan kell kezelni a nemzetközi szervezetekben, különösen az ENSZ-szervekben, mint az ENSZ Emberi Jogi Tanácsa.”
2009 elején Ronald S. Lauder WJC-elnök levelet küldött az ENSZ emberi jogi főbiztosának, Navi Pillaynak a Durbani felülvizsgálati konferencia előtt a 2001-es Durbani nyilatkozat Izraelt megbélyegző kitételeinek megsemmisítésére.
Lauder szintén elítélte az ENSZ Emberi Jogi Tanácsát, amiért az „alapvetően elfogult és kiegyensúlyozatlan” jelentést tett közzé Izrael a gázai flotta elleni 2010. május végi támadása kapcsán. „Meg kell jegyeznünk, hogy a tanács elvesztette morális iránytűjét, mivel a terrorizmust aktivizmusnak tekinti és az önvédelmet indokolatlan erőszaknak nevezi. Amennyiben az UNHRC szeretné visszaszerezni eredeti céljait szem előtt tartó integritását: nem engedhet a manipulációnak, mely jogszerűvé és védhető teszi a terrorizmust” – jelentette ki a WJC elnöke.
2010 decemberében a Zsidó Világkongresszus, számos izraeli minisztériummal közösen konzultációkba kezdett az „Izrael legitimitását fenyegetőkkel szembeni partnerségek és szinergiák kiépítése” címmel Jeruzsálemben. A megbeszéléseken 60 országból, több mint 100 zsidó szakmai vezető vett részt. A konferencia a világ zsidósága és Izrael kapcsán a fokozott együttműködés szükségességére jutott, hogy megóvják Izrael jogait és „gátat szabjanak a politikai és gazdasági támadásoknak”. Izrael miniszterelnöke, Benjámín Netanjáhú, Moshe Yaalon stratégia ügyek minisztere, Natan Sharansky a Zsidó Ügynökség Izraelért elnöke, Irwin Cotler volt kanadai igazságügy-miniszter és jelenlegi parlamenti képviselő, Fiamma Nirenstein olasz jogalkotó és nemzetközi zsidó vezetők vettek részt abban a konzultációban, melynek eredményeképp létrejött a „Globális koalíció Izraelért” és munkacsoportokat hoztak létre a következtetések megvalósításához.
A Jeruzsálemi Közkapcsolatokért Központtal közösen a WJC 2011 elején megjelentetett egy szakkönyvet „Izrael jogai nemzetállamként a nemzetközi diplomáciában”.
A könyv akadémiai cikkeket tartalmaz jogi és politikai szakértőktől a politikai univerzum teljes spektrumáról egyebek mellett Alan Dershowitz, Ruth Lapidoth, Stanley Urman, Shlomo Avineri, Martin Gilbert és Dan Diker tollából. A szerzők kifejtik Izrael történeti és jogi alapját arra, hogy ne mint menekültekre tekintsen rájuk a térségben az arab világ és visszautasítanak minden helyi és nemzetközi szereplő által hozott fő érvet Izrael létével szemben.

#### A békefolyamat támogatása és a paleszin egyoldalúság elutasítása
A Zsidó Világkongresszus elfogadta a két állam megoldást az izraeli-palesztin konfliktus rendezésére és ellenez minden egyoldalú lépést mindenkét oldalon. Weboldalának tanúsága szerint „csakis egy, a két állam megoldáson alapuló, Izrael és Palesztina között kitárgyalt megállapodás lehet jogos és igazságos módja a tartós béke létrejöttének. A születőben lévő palesztin államnak tisztelnie kell a demokrácia elveit, az emberi jogokat és a jogállamiság kereteit. A Palesztin államnak csak akkor jöhet létre, ha biztosítja Izrael létezéshez való jogát. Azon kezdeményezésekre, melyek segítenek a palesztinoknak, hogy gazdaságilag és társadalmilag gyarapodjanak, a békefolyamat megerősítésének részeként kell tekinteni.
A 2011-es ENSZ Biztonsági Tanács-szavazás előtt, mely lehetővé tette volna, hogy Palesztinát egyoldalúan elismerjék államként, a WJC azon dolgozott, hogy alátámassza szerinte miért lenne az veszélyes Izraelre, a fenntartható palesztin államra és az egész közel-keleti békefolyamara nézve.
2011 szeptemberében a Zsidó Világkongresszus a Zsidó parlamenti képviselők nemzetközi tanácsával közösen New Yorkban gyűlt össze a nemzetközi közösségnél lobbizva az ellen, hogy a Palesztin hatóságokat Izraellel történő tárgyalások nélkül vegye fel teljes jogú tagként az ENSZ. Egy a WJC elnöke, Lauder által adott vacsorán a zsidó parlamenti képviselők nyíltan megvitatták a több kulcsország, köztük a németek, franciák, oroszok és lengyelek ENSZ nagyköveteivel a témát.
Ronald Lauder, a német Die Welt napilaba írva, arra szólította a NATO-t, hogy vegye fel soraiba Izraelt.
„Izraelnek valódi biztonsági garanciákra van szüksége. Az európai NATO tagoknak – beleértve Törökországot – el kell ismerniük, a transzatlanti katonai szervezet tagjaként” – írta a WJC elnöke. Cikkében az egyiptomi és tunéziai felkelésekre hivatkozott és azt állította ezek emlékeztetnek rá, mennyire kiszámíthatatlanok a közel-keleti fejlemények. Izrael NATO-agsága „erős jelzést küldhet, hogy ne fenyegessék Izrael államot” – érvelt Lauder.
2012 májusában Lauder „döbbenettel” reagált az ír miniszterelnök-helyettes és külügyminiszter Eamon Gilmore javaslatára, hogy az Európai Unió vezessen be importtilalmat a ciszjordániai izraeli telepeken előállított termékekre, melyek Gilmore érvelése szerint „illegálisak” és „lehetetlenné” teszik az Izrael és Palesztina közti béke létrejöttét. Lauder azt mondta: „egy ilyen bojkott cinikus és álszent lenne. Gilmore miniszter az közel-kelet egyetlen liberális demokráciáját célozza, miközben hallgat azokról akik igazi bosszúságot okoznak a régióban: az Aszadokról, Ahmedinedzsádokról és szövetségeseikről, a Hámászról és a Hezbollahról.” Hozzátette, a ciszjordániai települések jogilag vitatottak és nem illegálisan épületek.”
2012 júniusában Benjámín Netanjáhú a Bar-Ilani Egyetemen tartott beszédének harmadik évfordulóján, Lauder teljes oldalas hirdetést tett közzé a The Wall Street Journal hasábjain és más lapokban, melyben tárgyalóasztalhoz való visszatérésre szólította Mahmúd Abbász palesztin elnököt. „Fogadja el a felkérést, Abbász elnök. Két oldalhoz van szükség a békekötéshez” – írta Lauder.

### A holokauszt örökségével kapcsolatos kérdések
A Zsidó Világkongresszus folytatja a holokauszt örökségével kapcsolatos kérdésekre történő összpontosítást, köztük a II. világháború során lefoglalt zsidó vagyon visszaszerzésére.

#### A holokausztra emlékezés
A WJC közösségi cselekedetei közt kiemelt helyen szerepel a Shoah-ra való emlékezés. 2011. januárjában a WJC elnökeként Lauder a volt német elnök Christian Wulff és számos holokauszttúlélő társaságában ellátogatott Auschwitzba. Lauder kijelentette: Auschwitz a világ legnagyobb zsidó temetője. Auschwitz az a hely, ahol európai zsidóság módszeres megsemmisítését kidolgozták és tökéletesítették. Ahol négy gázkamrában és négy krematóriumban több mint egymillió zsidó megsemmisült.
Egy olyan hely, ahol a hírhedt SS „doktor”, Josef Mengele végezte kegyetlen orvosi kísérleteit embereken. Ez az a hely is, ahol lengyel, roma, szinti emberek ezreit, de szovjet háborús foglyokat is brutálisan megöltek a zsidó áldozatok mellett. Tartozunk nekik és a túlélőknek annyival, hogy biztosítjuk, hogy a mai antiszemiták és gyűlöletkeltők – azok akik meg akarják semmisíteni a zsidó népet és egyetlen menedékét, a zsidó nemzetállamot, Izraelt – nem jutnak soha ilyen messze.”

#### A zsidó vagyon visszaszolgáltatása
A II. világháború vége óta, a WJC arra késztette a kormányokat és magánvállalatokat, hogy a lefoglalt vagy kifosztott zsidó vagyont szolgáltassák vissza jogos tulajdonosaiknak. Ennek eszközeként megállapodásokat kötöttek számos európai országgal.
A WJC politikai irányelveiben kijelenti, hogy a tárgyalások a holokauszt-éra vagyonairól „a Nemzetközi Zsidó Kárpótlási Szervezetet keretei közt az izraeli kormánnyal koordinálva és az Egyesült Államok, valamint az Európai Unió támogatásával” zajlanak.
A szervezet kiemeli, hogy a „kárpótlások kifizetése nem történhet a WJC-n keresztül. A WJC nem követel semmilyen részesedést vagy jutalékot a holokauszt időszakának kárpótlásából vagy jóvátételéből.” A WJC vezetői kifejezetten sürgették a lengyel kormányt, hogy dolgozzon ki egy kárpótlási törvényt az elvett magántulajdonok rendezésére, azt azonban a varsói kormány 2011 márciusában a jelenlegi gazdasági válságra hivatkozva elutasította.

#### Harc a holokauszttagadás, a revizionizmus és a nácik dicsőítése ellen
Több alkalommal sürgette a WJC az országokat, hogy holokauszttagadást ítéljék el nyilvánosan és harcoljanak ellene. A WJC képviselői kemény kritikával illették az egyes európai országokban, például Magyarországon és Szerbiában növekvő gyakorisággal megrendezett náci veterán, szélsőjobboldali, neonáci, a Hitler rezsimet nyíltan dicsőítő és az antiszemita ideológiát támogató felvonulásokat.

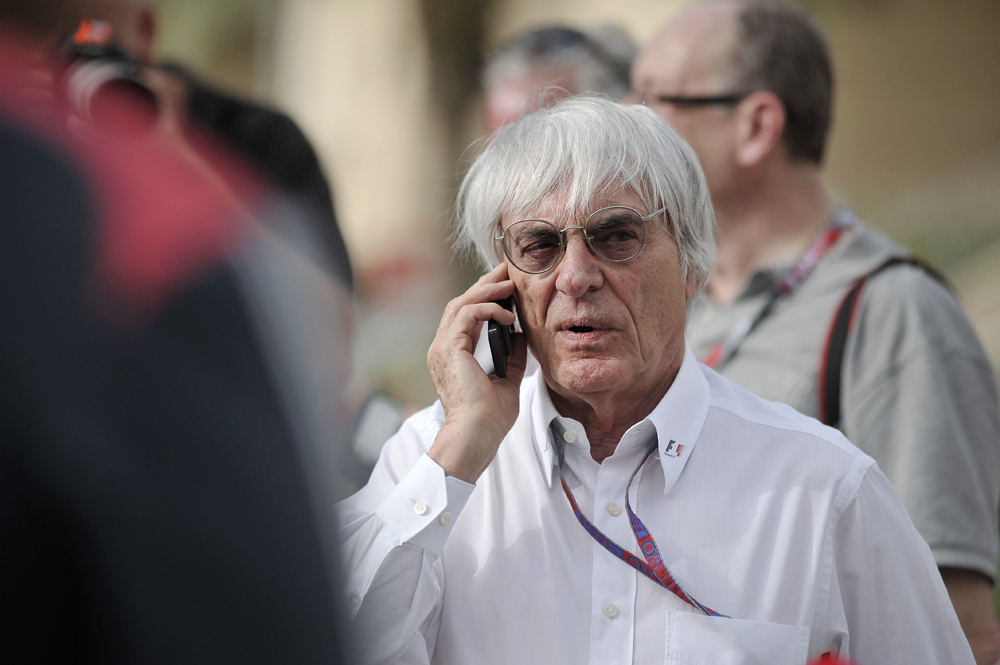
Bernie Ecclestone

2009. júliusában Bernie Ecclestone-t többször lemondásra szólította fel a WJC elnöke, Ronald S. Lauder miután a Forma 1 vezetője egy újságnak adott nyilatkozatában Adolf Hitler-t dicsérte, aki szerinte legalább „megtett dolgokat”. Lauder szerint valaki, aki olyan nézeteket vall, mint Ecclestone, nem szabad, hogy egy ilyen fontos és népszerű versenyt vezessen. Arra szólította a Forma 1 csapatait, sofőrjeit és a versenyeket rendező országokat, hogy függesszék fel a vele való együttműködést. Reakciójában Ecclestone azt mondta az Associated Press hírügynökségnek, hogy „azt hiszem, azok az emberek, akik ezt mondják, nincsenek kellő hatalom birtokában ilyen dolgokhoz”. Arra a kérdésre, hogy a WJC befolyásos-e, Ecclestone azt felelte: „kár, hogy nem tették rendbe a bankok ügyeit” és hogy, „nagy befolyással rendelkeznek mindenfelé”. A szavait kísérő közfelháborodás után Ecclestone bocsánatot kért megjegyzéseiért és közölte, hogy „egy idióta volt.”
A WJC az amerikai online áruházat az Amazon.com-ot is kritizálta, amiért az árul „I love Hitler” feliratú pólókat és hasonló náci vezetőket dicsőítő árukat. A kifogásolt árucikkeket később levették a weboldalról.
2012 februárjában a WJC megtámadta a német szövetségi alkotmánybíróság ítéletét, mely felmentette a holokauszt tagadókat. A WJC alelnöke Charlotte Knobloch „merésznek” minősítette az ítéletet és úgy vélte a rossz fényt vet a jogi folyamatokra. A német legfelsőbb bíróságot azzal vádolta meg, hogy a „hátsó ajtón át” érvényteleníti a holokauszttagadást tiltó német törvényt.
A német köztévében Mahmud Ahmedinedzsáddal sugározott interjút követően, melyben az iráni elnök többször megismételve Izraelt a „holokauszt hazugságára épülő mesterséges államnak” nevezte, Knobloch a német kormányt az iráni vezető kijelentéseitől való nyilvános elhatárolódásra szólította és Irán diplomáciai elszigetelésére.

#### A náci háborús bűnösök büntetőeljárás alá vonása
A Zsidó Világkongresszus többször szólított a náci háborús bűnösök büntetőeljárás alá vonására. Ronald S. Lauder WJC elnök 2011-ben így nyilatkozott: “soha nem engedhetjük büntetlenül és börtönbüntetés nélkül azokat szabadon, akik tömeggyilkosságokban és népirtásban vettek részt függetlenül életkoruktól.” A WJC kitart azon törekvései mellett, hogy “azt a néhány öreg embert odakint akiknek a Shoah áldozatainak vére tapad a kezéhez “ bíróság elé vigye, felelőssé téve őket csekedeteikért.
2009-ben a WJC tisztségviselői az ukrajnai születésű John Demjanjuk kiadatását kérte az Egyesült Államoktól Németországnak, ahol a vádak szerint 27900 zsidó megölésében vállalt részt a Sobibor haláltáborban a II. világháború alatt. Demjanjuk tárgyalását és ítéletét 2011. májusában üdvözölte a szervezet. Kijelentették: „Megkésve, de igazság szolgáltattatott, és a családtagjai azoknak, akiket brutálisan meggyilkoltak a Sobiborban, vélhetően üdvözlik az ítéletet.”
2010 decemberében Lauder nyilvánosan arra sürgette Szerbiát, hogy adja ki Peter Egnert az Egyesült Államoknak ahol egy náci egységnél szolgálva 17 ezer zsidó megölésével vádolták meg a II. világháború alatt. Egner 2011 januárjában halt meg.

### Küzdelem az antiszemitizmus ellen

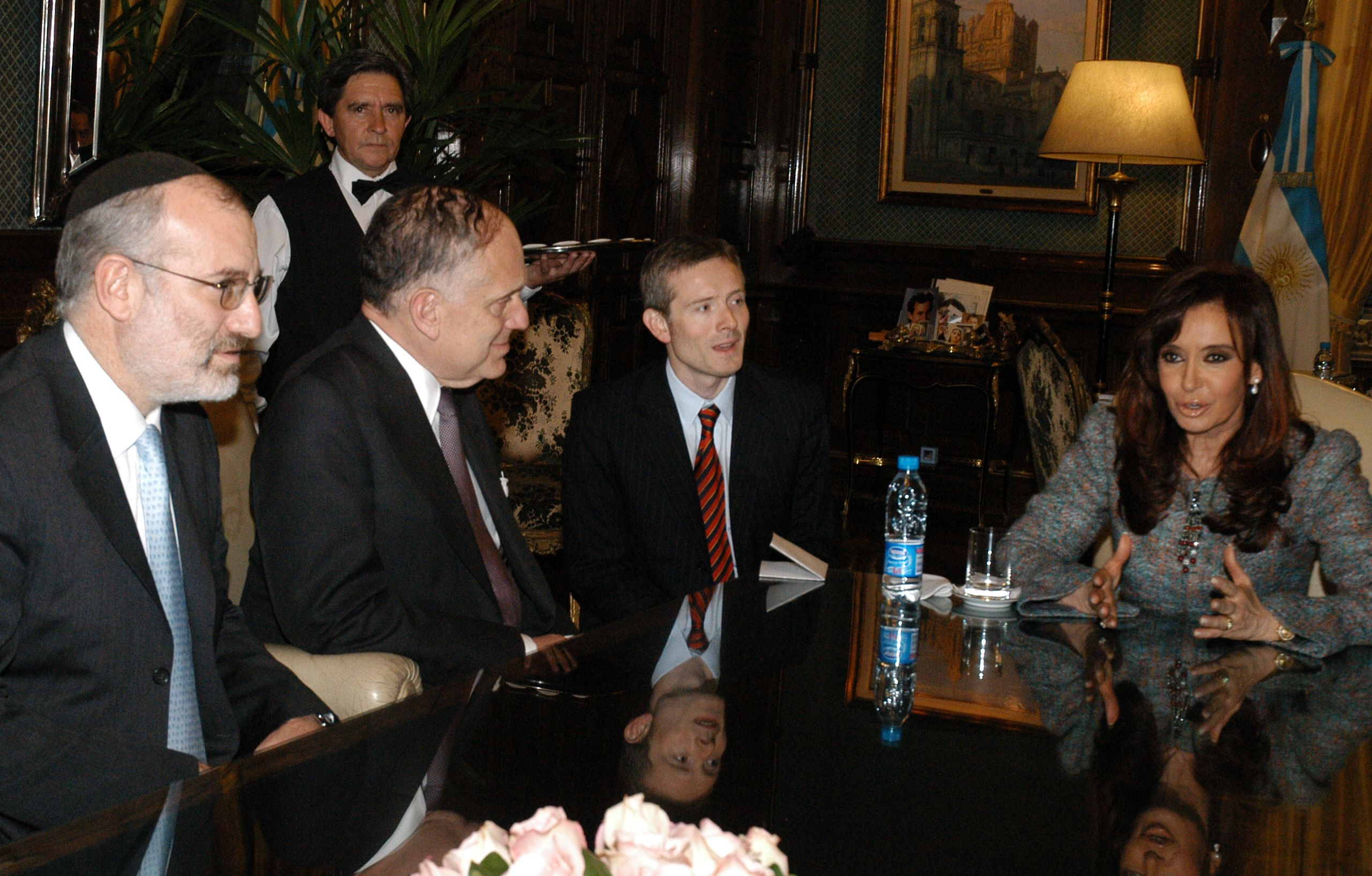
Eduardo Elsztain és Ronald S. Lauder az argentín elnökkel, Cristina Kirchnerrel 2008 júniusában

Az egyik fő tevékenysége a Zsidó Világkongresszusnak, az antiszemitizmus elleni harc annak minden formájában. A szervezet megközelítése a következő: „a kormányoknak és nemzetközi szervezeteknek megfelelő forrásokat kell biztosítaniuk a gyűlöletideológiák ellen, pontosabban gondoskodniuk a zsidó közösségek védelméről és javítani az oktatást e téren. Törvényeket kell hozni és azok betartatásáról gondoskodni az antiszemitizmus és a rasszizmus más formái ellen. A neofasizmus, a xenofóbia és az intolerancia minden formája elfogadhatatlan, elítélendő és a törvény teljes erejével fel kell lépni azokkal szemben, akik veszélyeztetik a liberális demokráciát és a zsidó közösségeket. A szélsőséges, antiszemita csoportokat be kell tiltani ahol erre a nemzeti törvények lehetőséget adnak. A kormányoknak és politikai vezetőknek el kell ítélnie ezeket az eseményeket és együtt kell működnie a helyi zsidó szervezetekkel.”
Egy vélemény cikkben melyet „Svédország szégyene” címmel jelentetett meg a WJC elnöke, Ronald S. Lauder hevesen támadta svéd kormányt, egyházi vezetőket és a médiát amiért „legyezik a gyűlölet lángjait” a zsidókkal szemben.
2012 májusában Lauder „aljasnak” minősítette a norvég szociológus Johan Galtung kijelentéseit, aki „újjáélesztett olyan kacsahíreket, melyek szerint a zsidók kontrollálják a médiát” és azt sugallta, hogy az izraeli Mossad volt az Anders Breivik által véghezvitt 2011-es norvég mészárlás mögött, melyben 77 ember vesztette életét. Lauder kijelentette: „létezik egy erősödő tendencia, mely szerint minden rosszért a zsidókat kell felelőssé tenni, ami a földön történik. Botrány, hogy vezető akadémikusok, mint Galtung nem riadnak vissza hírhedt hamisítványokból idézni, mint a Cion bölcseinek jegyzőkönyvei, hogy alátámasszák bigott érveiket.”

### Párbeszéd más vallásokkal
A WJC hisz benne, hogy a három ábrahámi hit (kereszténység, iszlám és a judaizmus) képes együttműködni, hogy „válaszoljon a modern társadalmak fejleményei jelentette változásokra, különösképpen a közös értékek megvitatásán és népszerűsítésén keresztül.”

#### Zsidó-Keresztény dialógus
A zsidók és a keresztények közti vallásközi párbeszéd az 1940-es években kezdődött, pontosabban a Keresztények és Zsidók Nemzetközi Tanácsának létrehozásával 1947-ben Svájcban. A WJC-nek sikerült jó kapcsolatokat kialakítania a katolikus egyházzal, különösen a Második vatikáni zsinat és az annak nyomán a katolikus egyház és a nem keresztény vallások kapcsolatáról szóló Nostra aetate nyilatkozat 1965-ös elfogadása óta. Ugyanakkor lassú a fejlődés az ortodox és a protestáns egyházak esetében, melynek fő okai a WJC szerint ezen felekezetek decentralizált felépítése és egyes a közel-keleti politikai kérdésekkel kapcsolatos konfliktusaik.

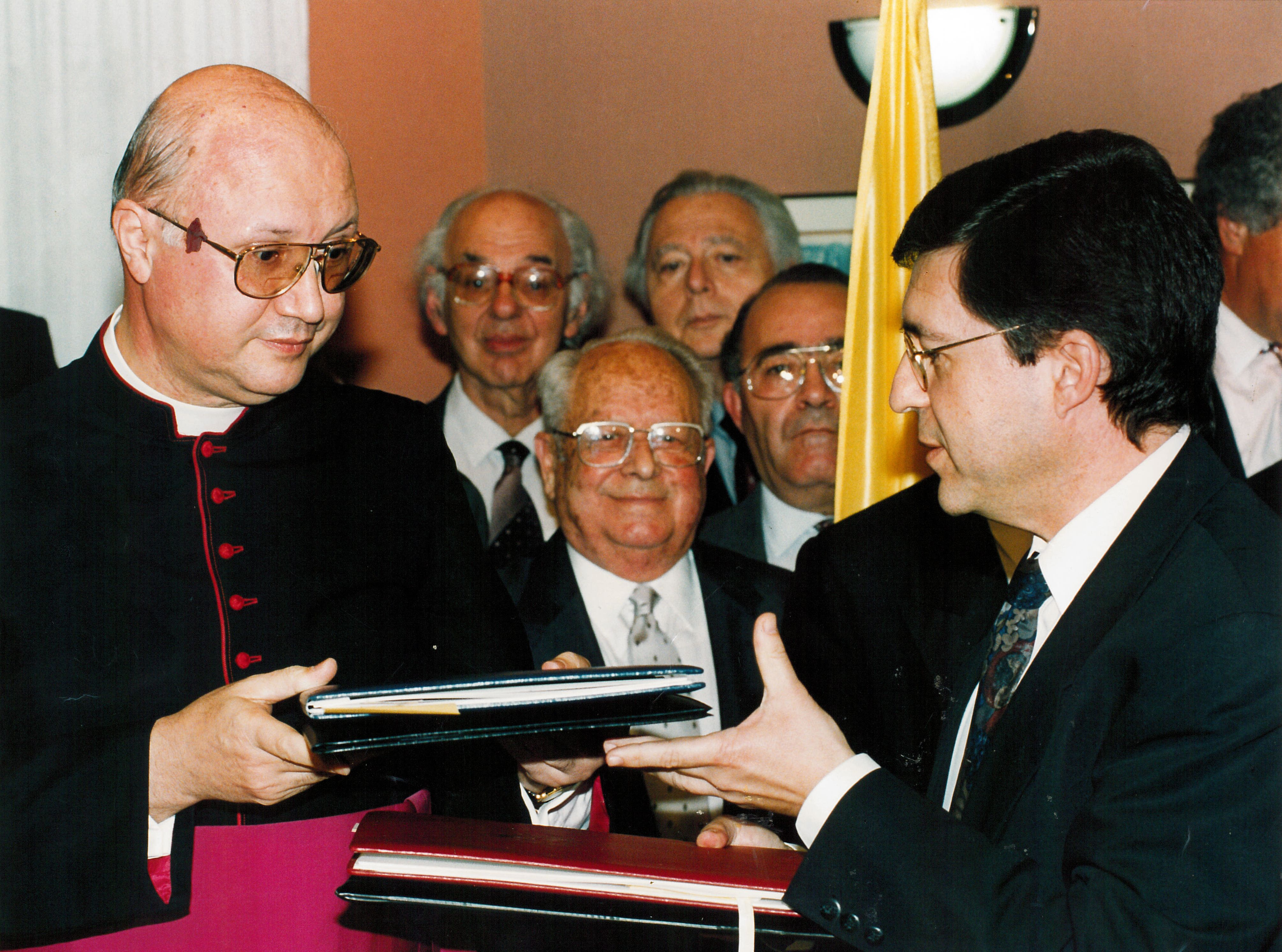
Gerhart M. Riegner WJC vezető (középen), tanúja a hivatalos diplomáciai kapcsolatok felvételének a Szentszékkel, melyet Claudio Maria Celli (baloldalt) képvisel. Izraelt az ország külügyminiszter-helyettese, Yossi Beilin képviselte 1993 decemberében.

 1945 óta számos katolikus püspököt fogadtak a WJC vezetői. 1945-ben A. Leon Kubowitzki WJC főtitkár pedig magánmeghallgatáson fogadta XII. Piusz pápát. VI. Pál pápa 1969-ben találkozott Nahum Goldmann WJC elnökkel és a WJC főtitkárával Gerhart Riegnerrel 1975-ben 1979-ben Philip Klutznick II. János Pál pápával találkozott, valamint Klutznick utódját, Edgar Bronfmant fogadta II. János Pál pápa 1992-ben és 2003-ban. Bronfman zsidó vezetők egy delegációjával együtt találkozott XVI. Benedek pápával 2005 júniusában,
majd utódja, Ronald S. Lauder volt audiencián XVI. Benedek pápánál 2007 októberében, December 2010 majd ismét 2012 májusában. A szervezet szerepet vállalt a vallásközi testületek felállításában, mint a Nemzetközi zsidó vallásközi konzultációk bizottsága (IJCIC) és aktívan részt vett a Nemzetközi katolikus-zsidó összekötő bizottság (ILC) működésében is. A WJC szintén hozzájárult Izrael állam és a Vatikán közti diplomáciai kapcsolatok kialakításához az 1990-es években.
Az 1980-as években, a WJC meggyőzte II. János Pált, hogy eszközölje az auschwitzi haláltábor mellett nyílt karmelita apácarend eltávolítását. A Vatikán szerepe a holokauszt alatt továbbra is ellentmondásos téma, mely többször is fellángolt vitához vezetett.
XII. Pius pápa boldoggá majd felmerült szentté avatása kapcsán a WJC elnöke, Ronald S. Lauder kritikát fogalmazott meg, arra szólítva, hogy a vatikáni archívumok teljességét hozzáférhetővé kell tenni a tudósok számára. „Komoly aggályok merültek fel XII. Pius pápa politikai szerepéről a II. világháború alatt, melyeken nem lehet figyelmen kívül hagyni” – jelentette ki Lauder egy nyilatkozatában. 2009 februárjában Lauder és a WJC-vel nagyon kritikusan fogadta a Vatikán döntését, mely szerint visszavonják Richard Williamson püspök, egy szakadár katolikus közösség a X. Szent Pius egyik vezetőjének kiközösítését. Williamson egy svéd tévének adott interjújában tagadta a náci koncentrációs táborokban a gázkamrák létezését. Lauder úgy vélekedett: „A Vatikán rossz tanácsot adott a négy püspök kiközösítésének visszavonásával... Ezért felszólítjuk XVI. Benedek pápát, sürgősen biztosítson minket afelől, hogy a keresztény-zsidó párbeszéd négy évtizede nem sérül egy kis kisebbségi csoport miatt, akik inkább megosztani, mint egyesíteni szeretnének minket.”
Lauder később dicsérte XVI. Benedeket, amiért az személyes levelet küldött a katolikus püspököknek, amelyben elmagyarázta álláspontját. „A pápa világos és egyértelmű választ adott Williamson püspök holokauszttagadása kapcsán és dicséretes, hogy elismerte a Vatikán hibáit az ügy kezelésében” – idézték a WJC elnökét.
2010-ben Ronald S. Lauder szintén kritikus hangot ütött meg a zsidókért mondott nagypénteki ima kapcsán az egyházi liturgiában. Egy az olasz Corriere della Sera napilapban közölt véleménycikke szerint: „Amikor a pápa lehetővé teszi a nagypénteki ima használatát a régi tridenti liturgiában, mely a zsidókat a Jézus Krisztus mindenki megváltójának elismerésére szólítja, egyeseket közülünk mélységesen megsért.”

#### Párbeszéd az iszlámmal

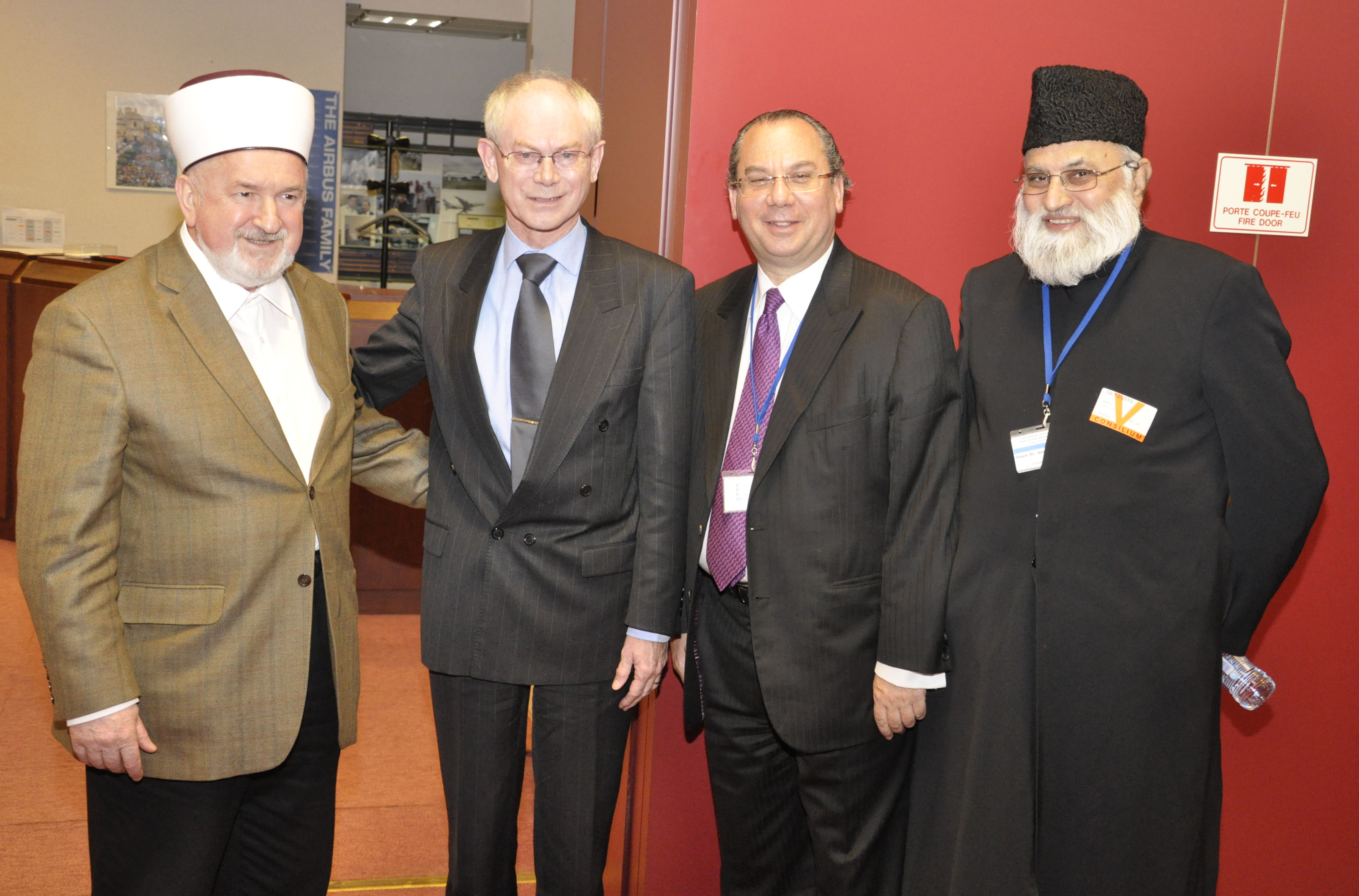
A boszniai főmufti, Mustafa Ceric, az Európai Tanács elnöke, Herman Van Rompuy, a WJC alelnöke Marc Schneier rabbi és az Abdujalil Sajid brit imám Brüsszelben, 2010 decemberében

A Zsidó Világkongresszus a mérsékelt iszlám képviselőivel folytatott párbeszédet „az egyik legfontosabb és legnagyobb kihívást jelentős kérdésnek tekinti jelenleg. A növekvő meg nem értés az úgynevezett nyugati liberális demokráciák és az iszlám világ között rendkívül veszélyes” – áll a WJC internetes oldalán.
2008-ban a WJC vezetői Abdullah szaúdi királlyal találkoztak egy vallásközi konferencián a spanyol fővárosban, Madridban. Később ugyanabban az évben a WJC elnöke, Ronald S. Lauder szintén beszélt a szaúdi uralkodóval New Yorkban. 2011 decemberében, a WJC alelnökét, Marc Schneier-t Bahrein királya Hamad is fogadta uralkodói palotájában Manamában.
A Zsidó Világkongresszus társszervezője volt az európai muszlim és zsidó vezetők találkozójának 2010 decemberében Brüsszelben, melyen vezető európai uniós tisztségviselők is részt vettek. Ez alkalomból a WJC alelnöke, Marc Schneier kijelentette: „remélhetőleg egy olyan mozgalmat indítottunk útjára, mely egész Európában terjed majd. A recept tényleg nagyon egyszerű: két közösségünknek arra kell összpontosítania ami összeköt minket, és nem arra ami szétválaszt. Vissza kell fognunk továbbá saját radikálisainkat és vigyázni rá, hogy ne kerekedjenek felül.”
2010-ben egy londoni beszédében Schneier dicsérte a kairói Al-Azhar Egyetem, a legrégebbi iszlám tudományos tömörülésnek tartott intézmény vezetőit, hogy teret engedtek a vallásközi párbeszédnek a zsidókkal. Kijelentette: „mérföldkő ez a döntés, melyért megbecsülés jár az Al-Azharnak. A vezető iszlám gondolkodó központok egyikeként, rendkívül nagy segítséggel lehet lépésük a mérsékelt iszlám erőkkel zajló dialógusban [...] Mindkét oldal vezetőinek élnie kell a lehetőséggel és egy következő szinte emelni a zsidó-muszlim kapcsolatokat. Sokkal több közös van a két közösségben és sokkal többet képesek adni egymásnak, mint sokan gondolják.”

### Irán ellenzése
Az 1979-es iszlám forradalom óta, a Buenos Aires-i izraeli nagykövetség elleni 1992. februári, valamint az 1994. júliusi AMIA zsidó központ elleni terrortámadás óta – mely több mint 100 embert ölt meg – pedig különösképpen, az iráni vezetést a támadások kitervelésével vádolta meg a Zsidó Világkongresszus, az “iráni fenyegetés” veszélyére hívva fe la figyelmet.
1995-ben a WJC elnöke, Edgar Bronfman, Sr. nyíltan ellenezte az DuPont vegyipari vállalatot tulajdonló amerikai Conoco olajvállalat iráni üzleti terveit. Brofman a DuPont igazgatótanácsának tagja volt. A tervezett megállapodás pedig az első jelentős olajipari beruházás lett volna az 1979-es iráni forradalom óta, amelyet követően az Egyesült Államok megszakította kereskedelmi kapcsolatait egy a teheráni USA nagykövetség elleni iszlám milicista támadás nyomán.
Két hónappal később, a WJC nyilvánosan üdvözölte az amerikai elnök Bill Clinton döntését, hogy kereskedelmi embargót vezet be Iránnal szemben. „Nagy örömmel fogadtuk, hogy Clinton elnök döntő csapást mért a terrorizmusra” – nyilatkozta WJC ügyvezetője, Elan Steinberg. 2006-ban, miután az ügyészek Argentínában megkértek egy bírót, hogy rendelje el a volt iráni elnök Akbar Hashemi Rafsanjani és kormánya további tagjainak letartóztatását az AMIA bombatámadása kapcsán, Bronfman azt mondta „Irán államilag támogatja a terrorizmust”, hozzátéve, hogy “az egész nemzetközi közösségnek erkölcsi kötelessége Irán felelősségre vonása terrorista akcióiért.”
A WJC az Interpol iráni bombamerényletekről szóló Vörös Jegyzeteinek közzétételéért lobbizott, melyet végül az Interpol általános közgyűlése 2007 novemberében jóvá is hagyott.
Az AMIA elleni bombatámadás 18. évfordulóján a WJC elnök, Lauder kijelentette: „az iráni rezsim kezéhez vér tapad, nem csak a másképp gondolkodó helyiek elnyomása, de a világszerte a terrorizmus finanszírozása miatt is. Amit a világ 18 éve megtapasztalt Buenos Airesben, ma is jelen van Szíriában, Libanonban és máshol.”
2010-ben a WJC egy határozatot is hozott Iránról, melyben támogatásáról biztosította a jelenlegi iráni elnök, Mahmud Ahmadinezsád Izrael felszámolásáról és a holokauszt megkérdőjelezéséről szóló kijelentéseit elítélő nemzetközi erőket. A szervezet határozata szerint „az Irán jelentette négyszeres (nukleáris, népirtásra felbujtó, államilag támogatott szponzorált terrorizmus, és a módszeres és durva megsértése az alapvető emberi és alapjogoknak az iráni polgárok kapcsán) fenyegetés a nemzetközi békét és stabilitást fenyegeti, melyek stratégiai prioritásai a WJC-nek.”
A WJC és más nemzetközi szervezetek mellett, számos nyugati ország képviselői vagy nem jelentek meg, vagy kisétáltak a teremből, amikor az iráni elnök Mahmud Ahmadinezsád Izraelt támadta beszédében a Durbani felülvizsgálati konferencia keretében 2009 szeptemberében New Yorkban.
A WJC nemrégen kampányt indított a nemzetközi közösség megtévesztésével vádolva Iránt és „a világ legnagyobb gyűlöletkeltőjének nevezve” Ahmadinezsádot.
2008-ban Ronald S. Lauder WJC elnök a svájci külügyminiszter, Micheline Calmy-Rey teheráni látogatása kapcsán fogalmazott meg kritikát, aki főként azért találkozott Ahmadinezsáddal hogy egy svájci vállalat dollármilliárdos értékű földgáz szerződésének létrejöttét biztosítsa. Lauder azt mondta a sajtónak Bernben, hogy: „talán az a pénz, amihez Svájc hozzájuttatja Iránt, egy napon fegyvervásárlása lesz fordítva hogy izraelieket vagy amerikaiakat öljön, esetleg rakétákat, melyek nukleáris tölteteket juttatnak célba.”
Lauder szintén diplomáciai erőfeszítéseket tett, hogy meggyőzze az európai üzletembereket az Iránból való kivonulásukról. 2010 januárjában örömmel üdvözölte a Siemens igazgatójának, Peter Löschernek a bejelentését, hogy a cég nem keres új üzleti lehetőségeket Iránban.
A WJC többször arra szólította a nemzetközi közösséget, hogy tegyenek többet a Buenos Aires-i izraeli nagykövetség és AMIA zsidó központ elleni terrortámogatások mögött állók bíróság elé állításáért, melynek kapcsán az argentin ügyészek vezető iráni hivatalnokokat gyanúsítottak meg.

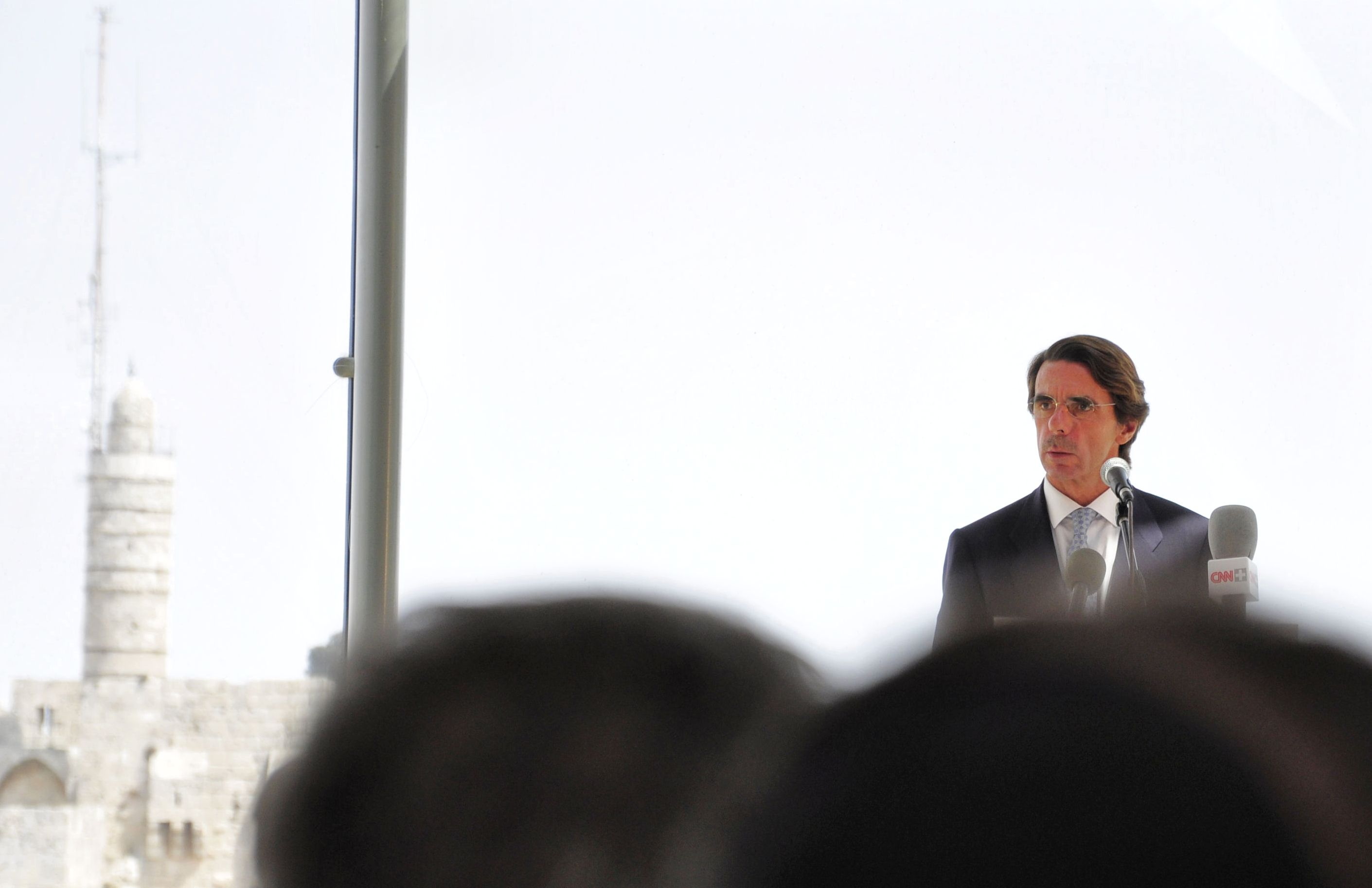
José María Aznar volt spanyol miniszterelnök felszólalása a Zsidó Világkongresszus 2010. szeptemberi találkozóján

 2011 júliusában a Zsidó Világkongresszus elnöke Ronald S. Lauder egy közleményben az Nemzetközi Olimpiai Bizottság képviselőit Irán kitiltására szólította az olimpiai játékokról mert az iráni atléták megtagadták, hogy izraeli atlétákkal szemben versenyezzenek. „Legfőbb ideje, hogy erős üzenetet küldjünk Iránnak, mely szerint amíg nem vonja vissza bojkottját Irán, az iráni atléták nem indulhatnak az olyan jelentős nemzetközi sporteseményeken, mint a jövő évi londoni olimpia” – mondta Lauder.
A WJC megismételte álláspontját amikor 2012 májusában az iráni elnök Mahmud Ahmadinezsád bejelentette, hogy rész kíván venni az olimpiai játékokon. Ahmadinezsádnak „semmi keresnivalója” a londoni olimpiai játékokon, ídézte a Jewish Chronicle a Zsidó Világszövetség szóvivőjét.

### Zsidó menekültek az arab országokból és Iránból
Az arab országokból jövő zsidó menekültek kérdése továbbra is a Zsidó Világkongresszus napirendjén van. A WJC weboldala szerint „azon zsidók sorsa, akik elmenekültek, vagy továbbra is az arab országokban élnek, nem ismert kellően a kormányok és nemzetközi szervezetek előtt. Ahol illegális lefoglalásokra került sor, azokat vissza kell szolgáltatni jogos tulajdonosaiknak vagy arányos kárpótlásban kell részesíteni őket. Az arab országokban maradt zsidóknak és más kisebbségi vallások követőinek biztosítani kell a vallásszabadságot és hitük, hagyományaik szabad gyakorlását. A zsidó közösségi helyeket meg kell őrizni az arab országokban. A WJC úgy véli a zsidó menekültek kérdését évtizedek óta elhanyagolja a nemzetközi közösség, beleértve a kormányokat és nemzetközi szervezeteket.”
2012 szeptemberében a WJC társszervezésében két konferenciát rendezett az izraeli kormánnyal közösen a témában. Az egyiket Jeruzsálemben, a másikat pedig az ENSZ New York-i központjában. Céljuk az volt, hogy növeljék a téma körüli figyelmet és nemzetközi támogatókat nyerjenek meg az ügynek. A New Yorkban tartott szimpóziumon a WJC elnöke, Ronald S. Lauder a világot a zsidók menekültek szenvedésének felismerésére sürgette. „Most van itt az ideje, hogy tisztázzuk a kérdés történelmi, jogi és diplomáciai kérdéseit. Tartós béke csakis történelmi tényeken alapulhat – melyhez mind a zsidó, mind a palesztin menekültek ügyét tisztázni kell.” Lauder kifejtette, hogy „csakis a történelmi tények tisztázása” hozhat békét.
A jeruzsálemi konferencián közös határozatot fogadtak el, melyben az Egyesült Nemzeteket arra szólították fel, hogy vegye napirendere a zsidó menekültek kérdését és foglalkozzon az üggyel illetékes szerveiben.
A határozat palesztin kritikusai szerint a téma felhozása most „manipulatív stratégia”. „Egy olyan nyilvános kampány része volt, mely cinikus és hipokrita” – közölte a USA Today napilapnak válaszolva a Palesztin Felszabadítási Szervezet vezetőségi tagja, Hanan Ashrawi.
A konferenciákat követően a volt izraeli külügyminiszter Avigdor Lieberman utasította az izraeli diplomatákat világszerte, hogy hozzák fel a témát kormányzati és parlamenti képviselőkkel találkozta. Az izraeli külügyminisztérium által közölt adatok szerint, körülbelül 850 ezer zsidó távozott államilag szervezett üldöztetés nyomán a közel-keleti arab országokból aztán, hogy 1948-ban létrejött Izrael állam.

## Külső hivatkozások
- A Zsidó Világkongresszus angol nyelvű honlapja